# پان‌ترکیسم

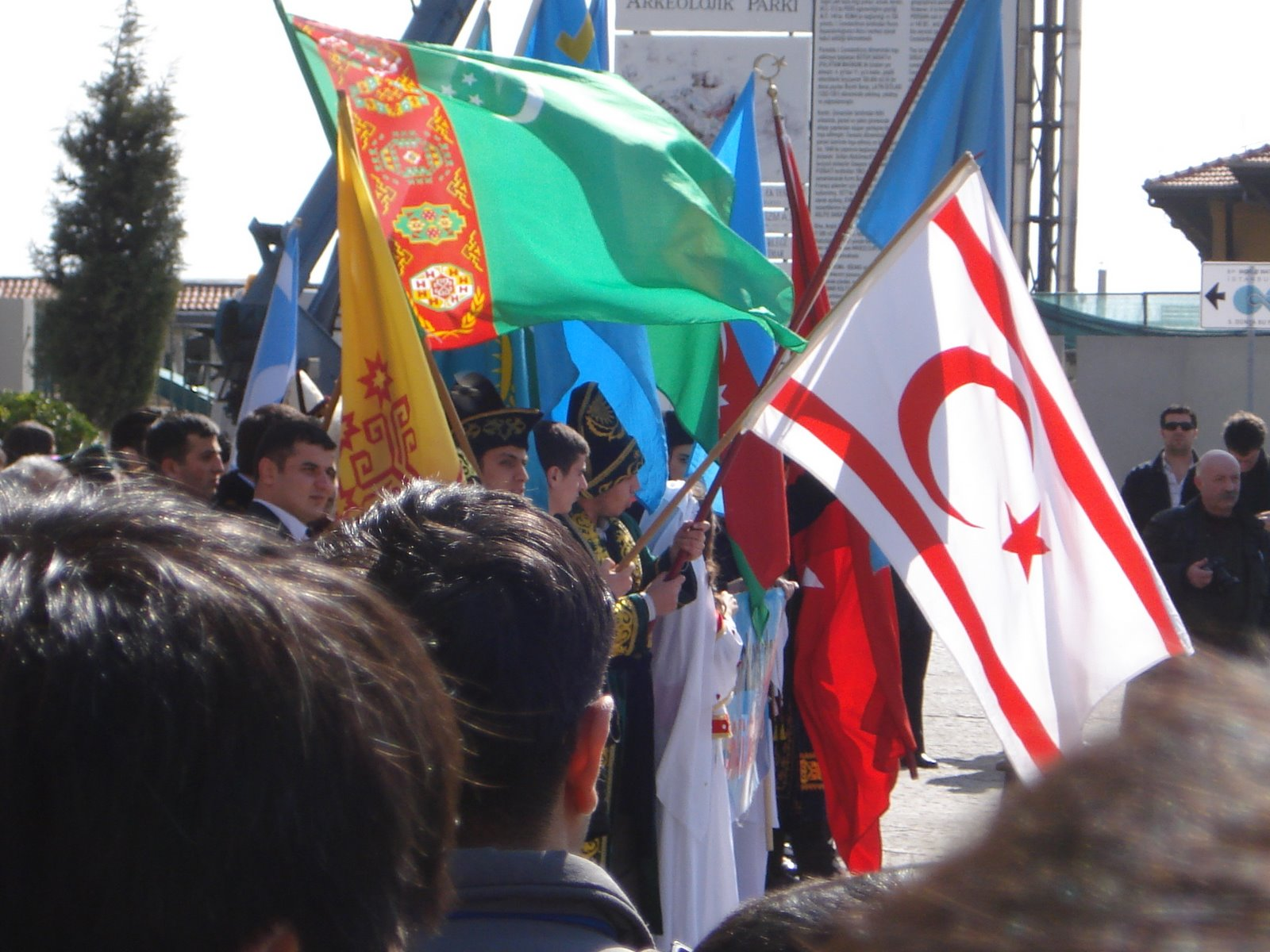
راهپیمایی پان ترکی در استانبول، مارس ۲۰۰۹

پان‌تُرکیسم یک جنبش سیاسی است که طی دههٔ ۱۸۸۰ در میان روشنفکران ترک شکل گرفت و هدف آن، اتحاد فرهنگی و سیاسی همه اقوام ترک است. بر پایهٔ آن، تمام مردمانی که تُرک تبار هستند یا به زبان‌های ترکی سخن می‌گویند، باید تحت یک ملت و رهبری واحد در دولتی واحد و مستقل متحد شوند.
هدف پان‌ترکیسم گردآوردن همهٔ ترک زبانان، از جمله ترک زبانان ترکیه، جمهوری آذربایجان، قبرس، بلغارستان، شبه‌جزیرهٔ بالکان، آسیای مرکزی، عراق، ایران، افغانستان، ترکستان چین (ایالت سین‌کیانگ)، قفقاز، کریمه، قفقاز جنوبی، تاتارستان، حوالی رود ولگا، ترکمنستان و سیبری است.

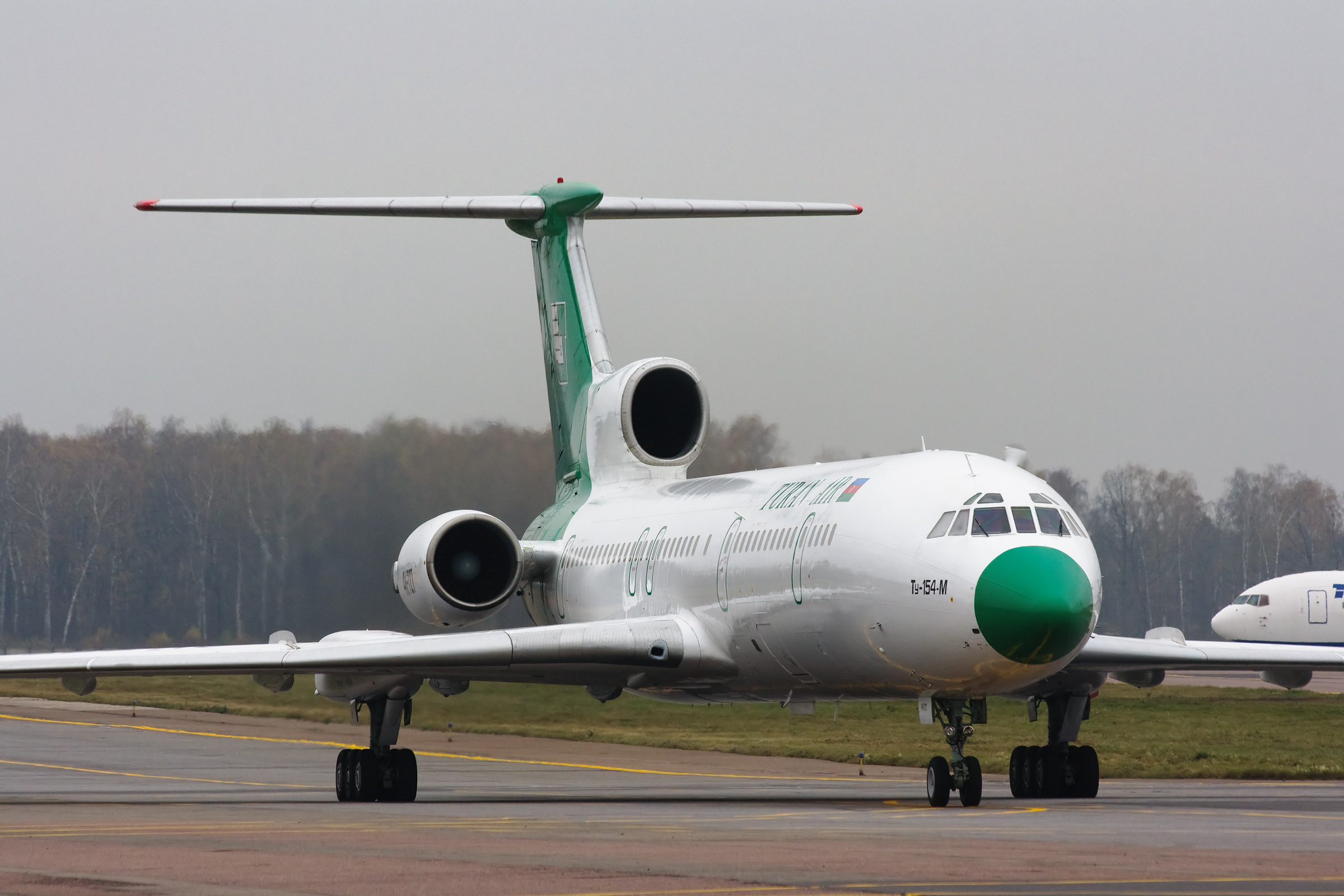
یک هواپیمای مسافربری توپولف متعلق به شرکت توران‌ایر جمهوری آذربایجان

در زبان ترکی مدرن، پان‌ترکیسم معمولاً با اصطلاح ترکچولک شناخته می‌شود. گاهی نیز با ترک‌لوک، که بیشتر به اشتراکات تمدن ترکی اشاره دارد، اشتباه گرفته می‌شود. از لحاظ تاریخی، تشخیص میان پان‌ترکیسم فرهنگیِ معتدل، که به دنبال همبستگی است، و گرایش سیاسیِ افراطی‌تر، که به دنبال اتحادیه‌ای سرزمینی برای تمامی گروه‌های ترک‌تبار و سرزمین‌های آن‌هاست، همیشه آسان نبوده است. همانند برخی دیگر از ایدئولوژی‌های پان‌گرایی (مانند پان‌اسلاویسم)، گرایش فرهنگی اغلب پیش از حرکت سیاسی ظهور می‌کند، در حالی که پس از آن معمولاً گرایش سیاسی غالب می‌شود.

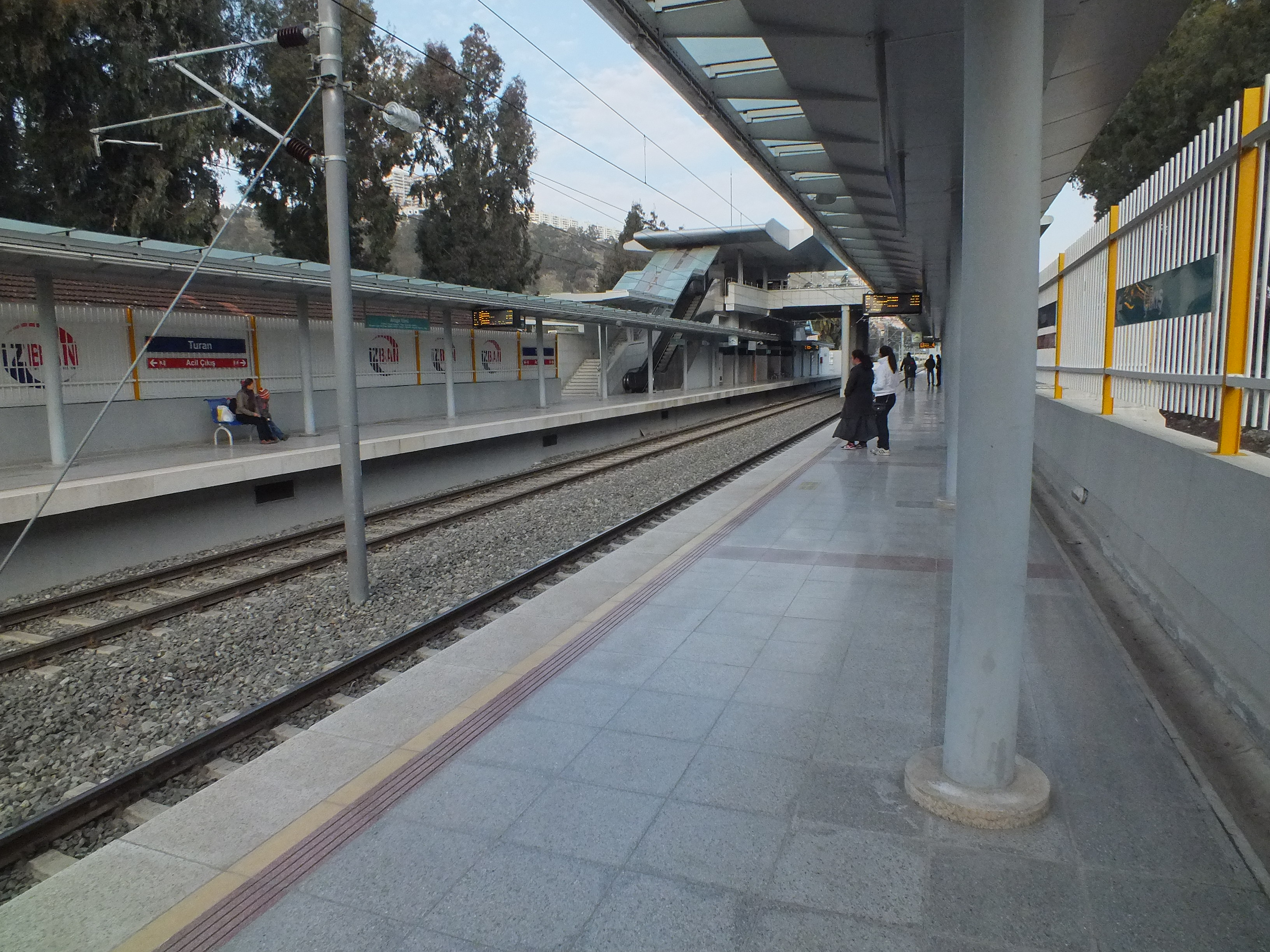
ایستگاه توران شهر ازمیر ترکیه

اگرچه آرمینیوس وامبری، ترک‌شناس یهودی مجارستانی، به نظر می‌رسد که اولین بار در اواخر دهه ۱۸۶۰ اصطلاح پان‌ترکیسم را استفاده کرده و پتانسیل سیاسی آن را مورد توجه قرار داده است، این نخبگان تاتار، آذری و دیگر گروه‌های ترک‌تبار در روسیه تزاری بودند که این ایدئولوژی را پرورده و تلاش کردند ساختارهای سازمانی ایجاد کنند. تقریباً تمام این افراد مسلمانانی بودند که از سیاست‌های روسی‌سازی و مسیحی‌سازی حاکمان روسیه تزاری خشمگین بودند. در پاسخ، احساسات اسلامی قوی‌تر شد و احساسات ملی‌گرایانه گسترش یافت. این احساسات ملی‌گرایانه که به ویژگی‌های هر گروه ترک‌تبار افتخار می‌کرد، به‌طور غریزی به دنبال متحدانی در میان خویشاوندان قومی و زبانی خود بود. تمام این موارد منجر به شکل‌گیری مفهوم پان‌ترکیسم شد.
آرمینیوس وامبری که مبلغ سیاست و حامی بریتانیا بود و به عنوان مأمور در عثمانی مستقر شده بود از مطرح کنندگان پان ترکیسم بود، زیرا این تفکر باعث اتحاد اقوام ترک تبار بر علیه نفوذ روسیه در سرزمین‌ها می‌شد.

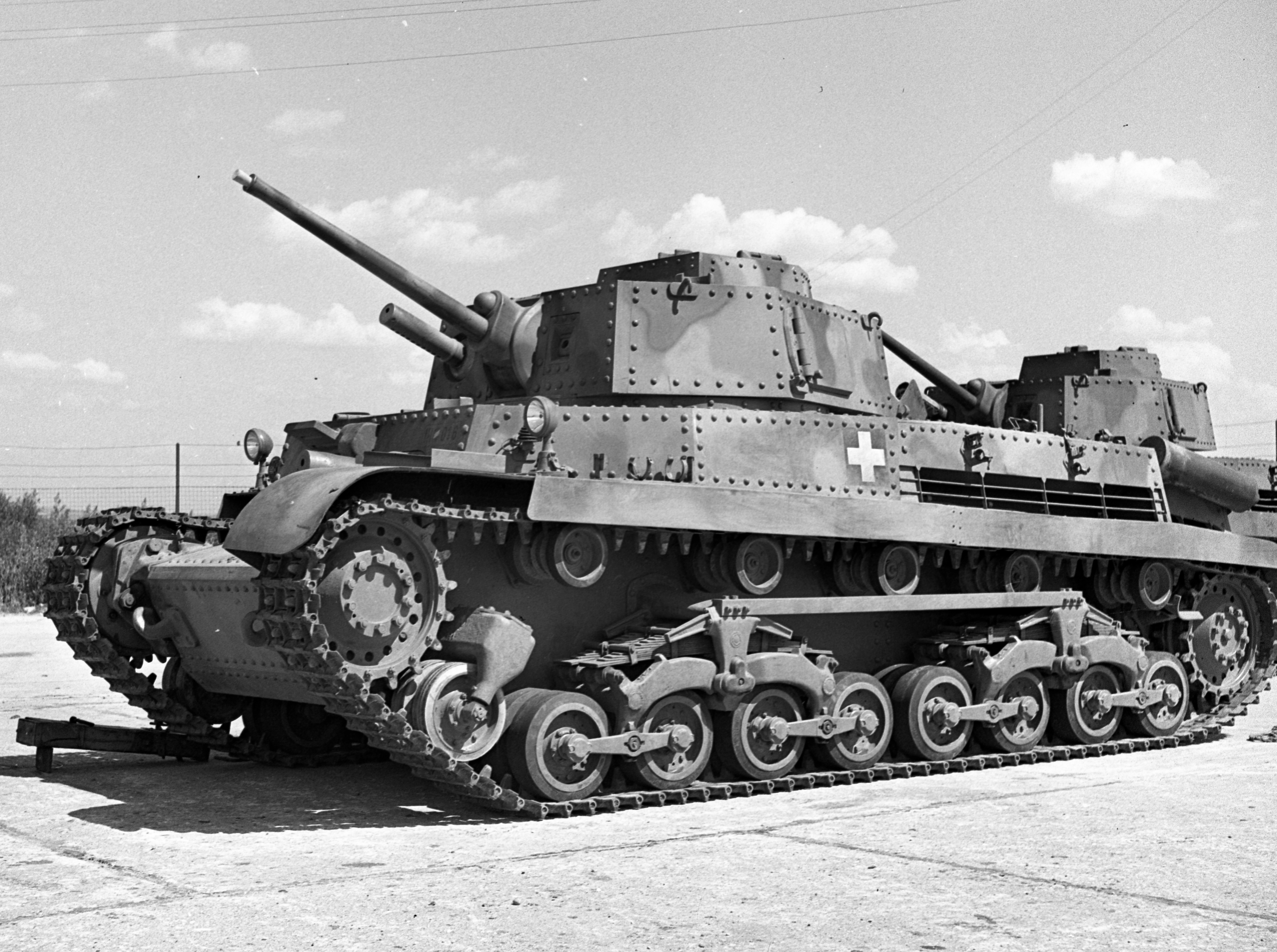
عکسی از تانک توران ۱، به سال ۱۹۴۳ میلادی، ساخت پادشاهی مجارستان

این روشنفکران ملی‌گرا به‌طور کلی سکولار بودند، اما ضد دین نبودند. شعارهای آن‌ها شامل ترک‌گرایی و پان‌ترکیسم بود، که گاهی اوقات با اسلام و پان‌اسلامیسم همراه می‌شد. در واقع، فراخوان آن‌ها برای پان‌اسلامیسم به‌طور مستقیم با انزوای آنان و نیاز به متحدان مرتبط بود.
تعجب‌آور نیست که تاتارها، که بیش از همه تحت حکومت روسیه زندگی کرده و از پیامدهای روسی‌سازی پان‌اسلاویستی رنج برده بودند، از برجسته‌ترین آغازگران پان‌ترکیسم در روسیه تزاری بودند. علاوه بر این، اگرچه آن‌ها توسط غیرتاتارها محاصره شده بودند، اما نسبتاً به امپراتوری عثمانی، با نخبگان عمدتاً ترک‌گرای خود، نزدیک بودند. طبقه بورژوای تاتار در اواخر قرن نوزدهم به اندازه‌ای توسعه یافته بود که توانست پرچم‌های ملی‌گرایی و پان‌ترکیسم را برافرازد.
تاتارها به‌خوبی آگاه بودند که اشتراک زبانی کلید همکاری و فعالیت مشترک میان گروه‌های ترک‌تبار است. با درک اینکه میزان سواد پایین و تنوع زبانی و گویشی مانع همکاری مؤثر است، آن‌ها برای بهبود آموزش و اصلاح زبان و انتشار تبلیغات مطبوعاتی تلاش کردند. کارهای زندگی اسماعیل غصپرینسکی نمونه‌ای از این گرایش است. وی به‌عنوان معلم مدرسه و شهردار، برنامه درسی شهر خود را اصلاح کرد تا زبان ترکی، همراه با عربی، را دربر گیرد. سپس یک زبان مشترک برای مدارس و روزنامه‌ها طراحی کرد (وی خود روزنامه‌ای به نام ترجمان منتشر کرد) و بر واژگان مشترک زبان‌های ترک‌تبار تأکید داشت و تلاش کرد تفاوت‌های آوایی را به حداقل برساند. شعار او، «وحدت در زبان، اندیشه و عمل»، بازتاب‌دهنده گرایش فرهنگی پان‌ترکیسم بود.
دیگر تاتارها، مانند یوسف آقچورا، علی بیگ حسین‌زاده و عبدالرشید ابراهیم، و آذری‌هایی مانند احمدبیگ آغااوغلی، پان‌ترکیسم سیاسی را ترویج می‌کردند. به‌ویژه آقچورا در مقاله مفصل خود با عنوان سه نظام حکومتی که در سال ۱۹۰۳ به‌طور ناشناس در قاهره منتشر شد، عثمان‌گرایی و پان‌اسلامیسم را رد کرد و استدلال کرد که پان‌ترکیسم تنها ایدئولوژی عملی برای وحدت است، وحدتی که باید یک اتحادیه همه ترک‌ها با مرکزیت ترکیه باشد.
این افراد و دیگران تحت تأثیر گرایش‌های انقلابی موجود در روسیه آن زمان، علاوه بر انتشار روزنامه‌ها، سه کنگره از مسلمانان سراسر روسیه (۱۹۰۵–۱۹۰۶) برگزار کردند که تحت ریاست تاتارها بود و در آن اتحاد پان‌ترکی مورد بحث قرار گرفت. آذری‌ها و ترکستانی‌ها نیز در این کنگره‌ها شرکت کردند. چنین نشست‌هایی در سال ۱۹۱۷ تکرار شد و شورش‌هایی در آذربایجان، ترکستان، بخارا، خیوه و خجند رخ داد. بیشتر این قیام‌ها در سال‌های بعد توسط ارتش سرخ سرکوب شدند.
مقامات شوروی پان‌ترکیسم را همراه با دیگر ایدئولوژی‌های جهانی که با کمونیسم رقابت می‌کردند، ممنوع کردند. کمپین شدید تبلیغات برای کمونیسم، سانسور سختگیرانه و فشارهای شخصی و اقتصادی پان‌ترکیسم را به زیرزمین کشاند تا اینکه با فروپاشی اتحاد جماهیر شوروی دوباره نشانه‌هایی از احیای آن ظاهر شد.
در بیشتر مناطق دیگر که ترک‌ها و گروه‌های ترک‌تبار در آن‌ها اقلیت هستند، پان‌ترکیسم به شکل کم‌رنگی بیان شده است و عمدتاً در زمان‌های تبعیض یا آزار و اذیت نمود پیدا کرده است. تنها در امپراتوری عثمانی، به‌ویژه در دهه آخر عمر آن، پان‌ترکیسم رونق یافت. نویسندگان و روزنامه‌نگاران مهاجر از روسیه تزاری و سایر کشورها آن را ترویج کردند و به آن‌ها روشنفکران برجسته ترک نظیر عمر سیف‌الدین و مهمت امین یورداکول، یا حتی ضیا گوک‌آلپ، یک کرد، و تکین‌آلپ، یک یهودی، پیوستند. سازمان‌های ادبی و سیاسی آن‌ها فعالیت‌های بیشتری را الهام بخشید و کتاب‌ها و روزنامه‌هایشان تا امروز به‌عنوان میراث ارزشمند پان‌ترکیسم باقی مانده‌اند.
از نظر سیاسی نیز اهمیت کمی نداشت که از حدود سال ۱۹۱۰، بخشی از کمیته حاکم اتحاد و ترقی پان‌ترکیسم را به‌عنوان ایدئولوژی رسمی دولتی پذیرفت. این ایدئولوژی، که به‌ویژه توسط انور پاشا حمایت می‌شد، از بوروکراسی دولتی (از جمله عوامل مخفی) و منابع مالی برای تبلیغ پان‌ترکیسم و فعالیت در داخل امپراتوری و خارج از آن، در میان تمرکزات ترک‌ها و ترک‌تبارها، استفاده کرد. حتی ورود ترکیه به جنگ جهانی اول تا حدی به انگیزه‌های پان‌ترکی و ضدروسی مرتبط بود. انور پاشا، که در آن زمان وزیر جنگ بود، این اهداف را بدون وقفه دنبال کرد و در اواخر جنگ نیروهای خود را به جنوب روسیه اعزام کرد تا امپراتوری جدید پان‌ترکی را جایگزین امپراتوری عثمانی در حال فروپاشی کند. مرگ او در بخارا در سال ۱۹۲۲، در حالی که در حال جنگ با روس‌ها بود، او را به قهرمانی برای پان‌ترکیست‌ها تبدیل کرد.
با شکست در جنگ، پان‌ترکیسم جایگاه کمی در جمهوری ترکیه پیدا کرد. علاوه بر این، بنیان‌گذار جمهوری و نخستین رئیس‌جمهور آن، آتاترک، به‌شدت منتقد ایدئولوژی‌های جهان‌شمولی مانند پان‌ترکیسم و پان‌اسلامیسم بود و آن‌ها را با ملی‌گرایی محلی خود جایگزین کرد که بر ترکیه و ترک‌های آن متمرکز بود. یکی دیگر از ملاحظات این بود که ایدئولوژی‌های پان‌گرایانه مطمئناً ترکیه را در زمانی که به‌شدت به صلح برای بازسازی سیاسی، اقتصادی و فرهنگی خود نیاز داشت، درگیر اختلاف با همسایگانش می‌کردند؛ بنابراین، پان‌ترکیسم در ترکیه به مرحله‌ای نهفته وارد شد و تعداد اندکی از هواداران آن فعالیت کمی داشتند و به ندرت انتشاراتی را آغاز می‌کردند (که تنها از دهه ۱۹۳۰ شروع شد) و به نظر می‌رسید خوانندگان کمی داشته و چندین بار ممنوع شدند.
پس از مرگ آتاترک در سال ۱۹۳۸، تعداد نشریات پان‌ترکی افزایش یافت، هرچند سیاست دولت در مخالفت با پان‌ترکیسم تغییر نکرد. اختلاف ایدئولوژیک اصلی آن‌ها با ملی‌گرایی آتاترک بود، که پان‌ترکیست‌ها آن را به‌طور تحقیرآمیزی «آناتولی‌گرایی» می‌نامیدند، و همچنین با حکومت کمونیستی الهام‌گرفته از شوروی (و بعدها چین) که آن‌ها آن را سرکوبگر و تهدیدی برای پان‌ترکیسم می‌دانستند. بیشتر نویسندگان این نشریات از میان مهاجران بودند، اما چند نفر دیگر نیز وجود داشتند؛ از میان ترک‌ها، دو برادر، حسین نیهال آتسیز (۱۹۰۵–۱۹۷۵) و نجدت سانجار (۱۹۱۰–۱۹۷۵)، به‌ویژه فعال بودند. نوشته‌های آن‌ها، به‌ویژه در دوران جنگ جهانی دوم، آشکارا نژادپرستانه بود؛ استاندارد اصلی آن‌ها برای ترک بودن، نژاد بود که با اصول نازی‌ها مطابقت داشت.
جنگ جهانی دوم به نظر می‌رسید فرصتی بی‌نظیر برای احیای پان‌ترکیسم فراهم آورده باشد، زیرا ممکن بود وضعیت موجود بین‌المللی را تغییر دهد. پان‌ترکیست‌ها که ظاهراً تحت تأثیر تبلیغات و تأمین مالی نازی‌ها قرار داشتند، تلاش کردند دولت ترکیه را متقاعد کنند که علیه اتحاد جماهیر شوروی وارد جنگ شود؛ ابتدا از طریق روزنامه‌های خود و سپس با تظاهرات خیابانی که به رهبری آتسیز و سانجار انجام شد. این تلاش‌ها شکست خورد، اما پس از پایان جنگ، پان‌ترکیسم اندکی بیشتر از گذشته محبوب شد و از دهه ۱۹۵۰ به این سو سعی کرد به‌عنوان یکی از ایدئولوژی‌های رقابتی وارد جریان اصلی سیاست شود.
افزایش مخالفت با کمونیسم و حامیان آن و همچنین همدردی با شکایات اقلیت‌های ترک‌تبار در اتحاد جماهیر شوروی، چین، عراق، یونان، قبرس و در اواخر دهه ۱۹۸۰، بلغارستان، پتانسیل حمایت را افزایش داد. با این حال، پان‌ترکیسم در ترکیه از نظر سازمانی ضعیف باقی ماند و محدود به محافل نخبه‌گرایانه بود.
این وضعیت تا حدی توسط آلپ‌ارسلان تورکش تغییر یافت. وی که در سال ۱۹۱۷ در نیکوزیا به دنیا آمد، همراه با خانواده‌اش به ترکیه مهاجرت کرد و حرفه نظامی را انتخاب کرد و به درجه سرهنگی رسید. ارتباط او با پان‌ترکیست‌ها حداقل از اواسط دهه ۱۹۴۰ آغاز شد، زمانی که در تظاهرات خیابانی آن‌ها شرکت کرد. او که شخصیتی جنجالی بود، در سال ۱۹۶۵ وارد سیاست شد و رهبری یک حزب سیاسی متوسط را بر عهده گرفت و نام آن را به حزب حرکت ملی‌گرایانه (Milliyetçi Hareket Partisi) تغییر داد. این گروه فوق‌ملی‌گرا، که تا مداخله نظامی ۱۹۸۰ فعال بود و پس از آن دوباره با نام حزب کوشش (Çalışma Partisi) تأسیس شد، حداقل برای مدتی از حمایت پان‌ترکیست‌ها برخوردار شد. با این حال، در سال‌های اخیر، پان‌ترکیست‌ها از آن فاصله گرفتند، زیرا تورکش نتوانست نتایجی را که آن‌ها انتظار داشتند، به دست آورد. همچنین، به دلیل مواضع فزاینده اسلامی تورکش برای جلب آرا، که از نظر پان‌ترکیست‌ها با ایدئولوژی اصلی‌شان ناسازگار بود، از او دور شدند.
در اواخر دهه ۱۹۸۰ و اوایل دهه ۱۹۹۰، بار دیگر موجی از احساسات پان‌ترکی در ترکیه شکل گرفت، جایی که احساسات عمومی با ترک‌های خارج از ترکیه (دییش تُرک‌لَر)، ابتدا در بلغارستان و سپس در اتحادیه کشورهای مستقل، وارث اتحاد جماهیر شوروی، همدلی داشت. با وجود این، آرمان یک اتحاد پان‌ترکی هنوز محقق نشده است، به دلایل متعدد. عوامل خارجی شامل بی‌میلی عمومی قدرت‌های جهانی برای تغییر وضعیت موجود، و مخالفت اتحاد جماهیر شوروی سابق، چین و حامیان آن‌ها با پان‌ترکیسم سیاسی (و حتی فرهنگی) است. عوامل داخلی نیز شامل مخالفت بخش عمده‌ای از نخبگان سیاسی ترکیه، رقابت شدید ایدئولوژی‌های رقیب، کمبود شمار حامیان (و نبود حمایت مردمی) و فقدان سازمان‌دهی کارآمد بوده است.

## پان‌تورانیسم

روی جلد نشریه بوزکورت (گرگ‌های خاکستری) ارگان پان‌ترکی فاصله سال‌های ۱۹۳۹ تا ۱۹۴۲ میلادی، کادر نقطه چین، وسعت امپراتوری مورد نظر پان‌ترک‌ها را، که شامل مناطق شمالی ایران و افغانستان نشان می‌دهد. روی عنوان نشریه جمله «عرق ترکی بالاتر از هر عرقی» نوشته شده و تصویر گرگ خاکستری درون ماه و ستاره به چشم می‌خورد.

گرچه پان‌ترکیسم از درون پان‌تورانیسم سر برآورده است، با این وصف، میان پان‌ترکیسم و پان‌تورانیسم تفاوت‌هایی وجود دارد. پان‌ترکیسم باید از تورانیسم (که گاه پان‌تورانیسم نیز نامیده می‌شود) متمایز شود. تورانیسم مفهومی گسترده‌تر است که ایدئولوگ‌های آن تمامی افرادی را که از توران (یک فلات افسانه‌ای در آسیای میانه) منشأ گرفته‌اند، به‌عنوان ترک‌های هم‌نژاد معرفی می‌کنند. این افراد شامل تمامی گروه‌های فوق، به‌علاوه فنلاندی‌ها، استونی‌ها، مجارها، یاقوت‌ها، مغول‌ها، منچوها (و حتی چینی‌ها و ژاپنی‌ها) می‌شوند.
شباهت صوری میان دو نام «تور» و «تورک (ترک)» پندارها و گمراهی‌هایی را سبب شده است. همین تصورات در سده‌های ۱۳ و ۱۴ ق / ۱۹ و ۲۰ م تحریف‌ها و دشواری‌هایی را پدیدآورد؛ به‌ویژه آن‌که در برخی از مآخذ محدوده‌هایی خیالی با نام‌های توران و ترکستان در آسیای مرکزی پدید آمد که از دیدگاه جغرافیایی و تاریخی به اثبات نرسیده‌اند. از سدهٔ ۶ م که ترک‌ها به آسیای مرکزی راه یافتند، شباهت نام‌های «تور» و «تورک» سبب شد که برخی نام توران و ترکان را یکی بدانند؛ حال آنکه رابطه‌ای میان این دو نام وجود ندارد. بعدها صورتی جغرافیایی را برای سرزمین توران مشخص کردند که جز تصور و پندار نبوده است. در این مشخصهٔ جغرافیایی دشت‌های آسیای مرکزی و جنوب قزاقستان، که شامل بخش بزرگی از بیابان قره‌قوم و قزل‌قوم است را، توران نامیدند. ظاهراً این سرزمین در جنوب به کپه‌داغ، در غرب به دریای خزر، در شمال شرق به قزاقستان، در جنوب شرق به کوه‌های تیان‌شان و پامیر، دشت چوی، محدودهٔ کوهستانی رود ایلی و دشت‌های اطراف دریاچه بالقاش منتهی می‌شده است.
نام ترکستان نیز همین حال را داشت و از سوی فاتحان عرب بر اراضی وسیعی از آسیای مرکزی نهاده شد. این اراضی بخش بزرگی از سرزمین‌های تابع امپراتوری روسیه (ترکستان روسیه)، جنوب قزاقستان، سین‌کیانگ (ترکستان چین) و شمال افغانستان را شامل می‌شده است. در ۱۲۸۴ق/۱۸۶۷م آن بخش از اراضی آسیای مرکزی که تابع روسیه بود، به صورت استانی تابع فرمانداری کل درآمد. از ۱۳۰۳ق/۱۸۸۶م اراضی مذکور رسماً ترکستان نامیده شد. پس از انقلاب روسیه، در ۱۹۱۸م نواحی نواحی غربی سرزمین مذکور، جمهوری سوسیالیستی خودمختار ترکستان شوروی نامیده شد. پس از سال‌های ۱۳۰۳–۱۳۰۴ش/۱۹۲۴–۱۹۲۵م نام ترکستان از میان رفت و جای خود را به عنوان «آسیای میانه» داد که شامل بخش‌های آسیای مرکزی تابع اتحاد جماهیر شوروی بود.
واسیلی بارتلد، تورانیان را شاخه‌ای با فرهنگ نازل‌تر از قوم آریایی دانسته، و یادآور شده که میان دو قوم آریان و توران دشمنی وجود داشته است. هنگامی که در سدهٔ ۶میلادی توران به تسلط ترکان درآمد، دو واژه توران و ترکان با یکدیگر درآمیختند و نام توران بر ترکان اطلاق شد، حال آن‌که از آغاز رابطه‌ای میان این دو نام موجود نبود. تشویش‌های مندرج در آثار مؤلفان دربارهٔ مرز ایران و توران سبب بروز ابهام گردیده، و موجب آن شده است که برخی مؤلفان تورانیان را ترک بنامند. گروهی از مؤلفان نیز حدود آمودریا (جیحون) را مرز ایران و توران نوشته‌اند. خوارزمی ایرانیان را «صاحب‌النهر» دانسته، و آن سوی رود را مرز توران خوانده است. بیرونی مرز ایران و توران را در جایی میان فرغانه و تخارستان دانسته است. مسعودی دربارهٔ ترک نبودن تورانیان، به خطای برخی از مؤلفان اشاره کرده، و نوشته است که «مولد (زادگاه) افراسیاب به دیار ترک بود و آن خطا که مؤلفان کتب تاریخ و غیرتاریخ کرده، و او را ترک پنداشته‌اند، از همین‌جا آمده است».
در شاهنامه و دیگر منابع دورهٔ اسلامی، ترکان جای دشمنان بزرگ ایرانیان را گرفتند و نام تورانیان به ایشان اطلاق شد. ترکان نیز اخبار و روایات مربوط به تورانیان را تاریخ باستان خویش دانستند؛ چنان‌که در قدیم‌ترین فرهنگ ترکی، معروف به دیوان لغات الترک، نیای بزرگ و پهلوان ترکان آسیای میانه یعنی اَلب اَر تُنکا، با افراسیاب یکی دانسته شده است. بر مبنای چنین تفکری، دودمان افراسیابی‌ها (قراخانیان) که از نژاد ترک چِگِلی بودند و مدت‌ها در کاشغر، بَلاساغون، خُتن و ماوراءالنهر حکومت کردند، خود را آل افراسیاب نامیدند. تداوم و استمرار این تفکر در میان ترکان سبب شد که از اوایل سدهٔ چهاردهم /آغاز سدهٔ بیستم در ترکیه اندیشهٔ پان‌تورانیسم و به تبع آن پان‌ترکیسم قوّت بگیرد. پان‌ترک‌ها، آسیای میانه را جایگاه باستانی ترکان نامیدند، بر یکی بودن ترکان با تورانیان پافشاری کردند و اقوام بسیار آسیای مقدم نظیر عیلامی‌ها، سومری‌ها، هوری‌ها، گوتی‌ها، کاسی‌ها، میتانی‌ها، اورارتوها و مادها را از اقوام ترک دانستند. بدین ترتیب، مورخان پان‌ترک، نه‌تنها آسیای مرکزی، بلکه بخش بزرگی از جهان، از جمله منطقهٔ اورارتو، را سرزمین توران نامیدند. علی کمال، مورخ ترک، منکر وجود قوم ارمنی و سرزمین ارمنستان شده و نوشته است، که تا سدهٔ ششم پیش از میلاد در شرق شبه‌جزیرهٔ آناتولی حتی یک ارمنی وجود نداشته و در این سرزمین، ترکان دولت تورانی اورارتو را پدیدآورده بودند. ضیا گوک‌آلپ مدعی است که وطن ترکان نه ترکیه است و نه ترکستان، بلکه کشور بزرگ و جاودانی توران است.

## حزب مساوات و جمهوری آذربایجان

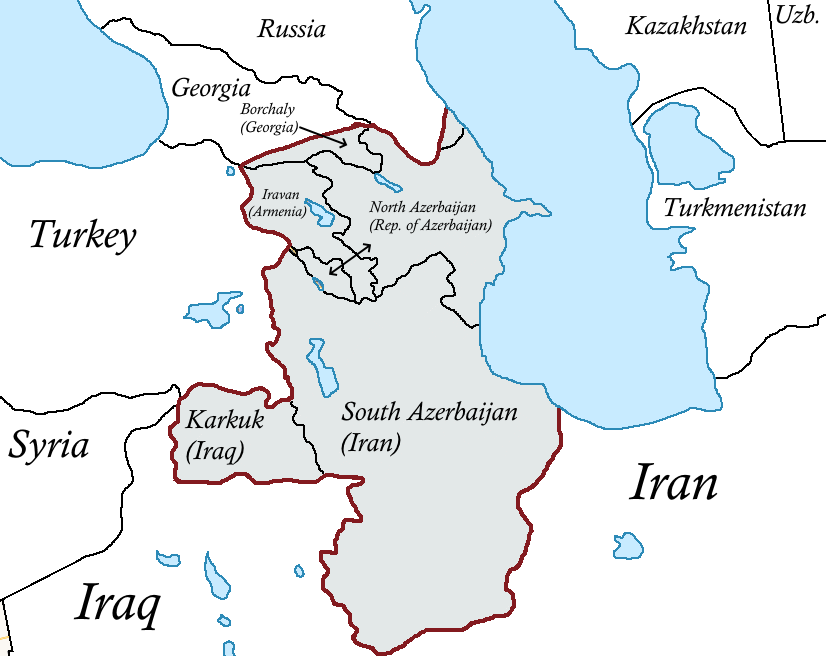
نقشه آذربایجان واحد، بنابر مورخ آذربایجانی عدالت طاهرزاده

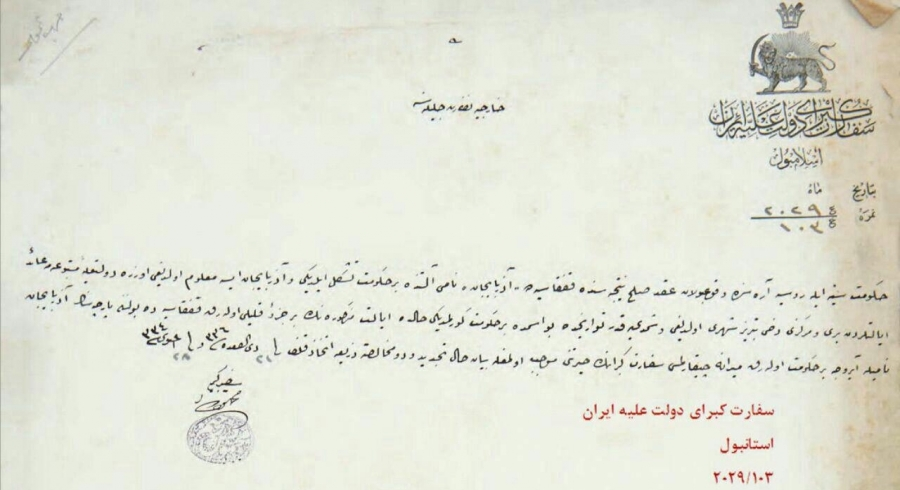
اعتراض رسمی دولت ایران به عثمانی در خصوص انتخاب نام «آذربایجان» از سوی حزب مساوات برای اران.

در ۱۳۳۶ ق / ۱۹۱۸ م قفقاز از روسیه جدا، و به ۳ جمهوریِ آذربایجان، ارمنستان و گرجستان تقسیم شد. پیش از هجوم نیروهای عثمانی به قفقاز و تقسیم آن به ۳ حکومت، گونه‌ای موازنهٔ ضعیف برقرار بود؛ اما چندی بعد مساواتیانِ قفقاز گنجه را به عنوان پایتختِ موقت برگزیدند و از نیروهای عثمانی تقاضای کمک کردند. در ۱۲ فوریهٔ ۱۹۱۸ لشکریان ترک به قفقاز حمله بردند. در کتاب «تاریخ آذربایجان» از انتشارات آکادمی علوم جمهوری شوروی آذربایجان آمده است که محافل حاکم ترکیه کوشیدند تا «برنامهٔ توسعه‌طلبانهٔ پان ترکیستی خود را با تصرف قفقاز به مرحلهٔ اجرا گذارند». برای اجرای این هدف سران ترکان جوان، انور پاشا و دیگران درصدد برآمدند که زیر پرچم پان ترکیسم جبههٔ واحدی از نیروهای مرتجع قفقاز پدیدآورند. ضدانقلابیون ناسیونالیستِ آذربایجان که از هجوم ترکان جرأت یافته بودند، راه خیانت ملی در پیش گرفتند و درصدد برآمدند تا آذربایجان را به «هم مسلکان ترک خود» تسلیم کنند. خاص محمداُف و خوییسکی دو تن از اعضای مجلس قفقاز ضمن گفت‌وگو با اشنایدر سفیر اسبق آلمان در ایران به صراحت اظهار داشتند که «هدف ما قاطع و روشن است و در صورت عدم موافقت هریک از همسایگان تغییری در آن حاصل نخواهد شد و آن تلاش در راه جدا کردن آذربایجان است».

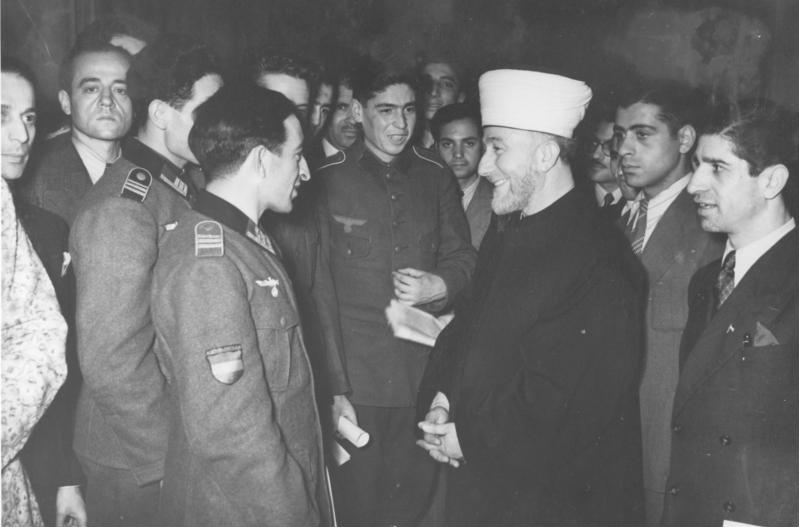
محمد امین الحسینی، در حال گفتگو با لژیونرهای آذربایجانی، در ۱۹۴۲، برلین

نوری پاشا، برادر ناتنیِ انور پاشا وزیر جنگ عثمانی در پاسخِ تقاضای کمک مساواتیان، نیروهای ترک را در گنجه مستقر کرد. واحدهایی را نیز به باکو فرستاد. هدف اصلیِ او الحاق این جمهوری نوبنیاد به ترکیه، و چه بسا دولت پان ترکیستِ مفروض بود. در مارس ۱۹۱۸ در ترابوزان کنفرانسی به نمایندگیِ گَنجینسکی، محمدامین رسول‌زاده و چند تن دیگر تشکیل شد. اینان که در خدمت ترکان بودند، تهدید کردند که در صورت نپذیرفتن پیشنهاد ترکیه، از دولت قفقاز خارج خواهند شد و استقلال آذربایجان و داغستان را اعلام خواهند کرد.
مؤلفان «تاریخ آذربایجان» در ادامه متذکر شده‌اند که ۲۲ آوریل ۱۹۱۸ جمهوری فدراتیو قفقاز موجودیت خود را اعلام کرد که برنامهٔ آن «تمام و کمال منطبق با سیاست اشغالگران ترک بود». بدین روال، لشکریان ترک به قفقاز رفتند و شهر گنجه به صورت پایگاه آنان درآمد و شورای مسلمانان ملی‌گرا انحلال خود را اعلام کرد. «حکومت عملاً در اختیار نیروهای اشغالگر ترک به فرماندهی نوری پاشا قرار گرفت». دولت دست نشاندهٔ خوییسکی به همراه اشغالگران ترک، توده‌های مردم را تحت اسارت و مورد نهب و غارت قرار داد. فرماندهی ترک و مساواتیان با آتش و شمشیر نهضت انقلابی در آذربایجان را سرکوب کردند.
در ۲۸ ذیقعدهٔ ۱۳۳۵ق / ۱۵ سپتامبر ۱۹۱۸م سپاهیان ترک به فرماندهیِ نوری پاشا شهر باکو را متصرف شدند. مساواتیان که بنا به نوشتهٔ مؤلفان کتابهای رسمی «تاریخ آذربایجان» و «فرهنگ دائرةالمعارفی شوروی»، پان ترکیست بودند و از ترکان پیروی می‌کردند، در ۲۷ مهٔ همان سال در شهر تفلیس دولت خود را تشکیل دادند و به نام «جمهوری آذربایجان» اعلام استقلال کردند و پس از تصرف باکو از سوی ترکان، به آن شهر منتقل شدند.
محمدامین رسول‌زاده (رهبر مساواتیان) جمهوری جدید را «ترکیهٔ کوچک» نام داد و اعلام کرد که این جمهوری با ترکیهٔ بزرگ دارای مناسبات برادرانه است. وی در ادامه نوشت آذربایجانیان از دیدگاه ملیت ترک هستند. خالده ادیب که داستان «توران نوین» او الهام‌بخش پان ترکیستها بود، اوایل سال ۱۹۲۰م در گرد هماییِ بزرگ سازمان یافته از سوی کانون ترک (تورک اجاقی) خطاب به مردم استانبول اعلام نمود که استقلالِ آذربایجان نخستین گام در برنامهٔ پان ترکیسم است. در این زمان آشکار بود که حزب مساواتِ جمهوری آذربایجان درواقع شعبه‌ای از حزب «اتحاد و ترقی» است.
یکی از هدفهای مجلس مساوات، الحاق آذربایجان به ترکیه بود. در آن سالها حزب مساوات جدایی آذربایجان از ایران را به گونه‌ای مطرح کرد. روزنامهٔ ارشاد مورخ ۶ ربیع‌الاول ۱۳۳۶ق / ۲۷ آذر ۱۲۹۶ش به نقل از روزنامهٔ آجیق سوز (سخن آشکار) مورخ ۲۳ صفر ۱۳۳۶ق نوشت:
این اشخاص پس از اینکه دیدند بند پوسیدهٔ مملکت‌گیری استبداد که به گلوی آذربایجان افتاده بود، و رفته رفته او را به طرف روسیه می‌کشید، از اثر ضربات متوالیهٔ آزادی‌خواهانِ روس پاره گردیده است، و آذربایجان، یعنی همان قطعه که حساس‌ترین نقطهٔ حیاتی ایران بود، علاقهٔ خود را به طرف ایران اظهار و ابراز کرد، به افراد کمیتهٔ مساوات این‌طور حالی (تفهیم) نمودند که سعادت ملل مختلفه که امپراتوری وسیع روسیه را تشکیل می‌دادند، شروع گردید و دموکراسی روس حقوق و امتیازات ملل مذکوره را تصدیق نمود، در این صورت شما مسلمانان نیز دارای همان حقوق و امتیازات خواهید گردید و چون عدهٔ شما نسبت به سایر ملل کمتر است، خوب است آذربایجان را به خود ملحق نموده تا بتوانید در میدان رقابت سیاسی و اقتصادی با آنها رقابت نمایید.
رسول‌زاده در مقالهٔ «مختاریت آذربایجان» (از جراید قفقاز)، ضمن اعتراض به نوشتهٔ روزنامهٔ ارشاد می‌نویسد:
«اگر بپرسید می‌گوید که مسلمانان قفقازیه می‌خواهند آذربایجان ایران را از ایران تجزیه نموده، و به خود ملحق نمایند». آیا آذربایجان را «ترکیهٔ کوچک» نامیدن خود مؤید صحت نظر نویسندهٔ روزنامهٔ ارشاد نیست؟ آیا سیاست فرقهٔ دموکرات آذربایجان در سالهای ۱۳۲۴ و ۱۳۲۵ ش این نگرانی را تأیید نکرد؟ آیا تأسیس دولت، مجلس، ارتش و حتی پرچم جداگانه مؤید این نگرانی نبود؟
در ۱۳۲۴ش فرقهٔ دموکرات آذربایجان تأسیس شد که نخست در نهان و بعدها به صورتی آشکار همین برنامه را اجرا می‌کرد.
در ۱۹ شعبان ۱۳۳۹ق / ۲۸ آوریل ۱۹۲۰م با ورود ارتش سرخ به باکو و تسخیرِ جمهوری آذربایجان به حکومت مساواتیان پایان داده شد. انور پاشا برای ادامهٔ مبارزه در ۱۳۰۰ش / ۱۹۲۱م به آسیای مرکزی رفت و فرماندهیِ شورشیان باسماچی را برعهده گرفت. او با محبوبیت فزایندهٔ خود موفق به جذب بسیاری از نیروهای داوطلب شد و عنوان «امیر ترکستان» گرفت. وی اتحادِ تمامی عناصر ترک تبار را برای ایجاد امپراتوری ترک عملی می‌دانست و آماده بود پرچمهای مشترک پان ترکیسم و اسلام را به منظور مبارزه با ایدئولوژی بلشویسم برافرازد. ولی مرگ او در نبرد ۴ اوت ۱۹۲۲ آرزوهایش را نافرجام گذارد. معاون و جانشین او حاجی سامی بیگ (سلیم پاشا) مدتی به نبرد ادامه داد، ولی شکست خورد و سرانجام در ۱۳۰۲ش / ۱۹۲۳م به افغانستان رفت و در آنجا به تبلیغ پان ترکیسم ادامه داد.
پیشینهٔ تلاش برای تجزیهٔ آذربایجان از ایران، به دوران جنگ جهانی اول و تبلیغات پان‌ترکی عثمانی‌ها در ایران می‌رسد که در این راستا، مساواتی‌ها نام اران و شروان را به جمهوری آذربایجان تغییر دادند که بعد از سرنگون شدن دولتشان توسط بلشویک‌ها، این نام تداوم یافت. اسنادی از سال‌های نخستین پادشاهی رضاشاه وجود دارد که حاکی از تشکیل کمیته‌ای در اران و شروان (آذربایجان شوروی) در ۱۳۰۵ شمسی و فعالیت‌های تبلیغی آن دربارهٔ ضرورت تجزیه و جدایی ایران است.
از جمله کتاب‌های تاریخی در این زمینه، «اسناد روابط ایران و شوروی» به کوشش محمود طاهر احمدی، «آذربایجان در موج‌خیز حادثه؛ نگاهی به مباحث میلیون ایران و جراید باکو در تغییر نام اران به آذربایجان ۱۲۹۶–۱۲۹۸ شمسی» با مقدمهٔ کاوه بیات و «توفان بر فراز قفقاز (نگاهی به مناسبات منطقه‌ای ایران و جمهوری‌های آذربایجان، ارمنستان و گرجستان در دوره نخست استقلال ۱۹۱۷–۱۹۲۱)» ویراستهٔ کاوه بیات، هستند.
در فصل سوم عهدنامهٔ گلستان چنین آمده است:
اعلی‌حضرت، قدرقدرت… ایران به جهت ثبوت دوستی… که به.. ایمپیراطور کل ممالک روسیه دارند… ولایات قراباغ و گنجه که الان موسوم به بلزاتوپول است و اولکای خوانین‌نشین شکی و شیروان [شروان] و قبه و دربند و بادکوبه و هرجا از ولایت طالش را با خاکی که الان در تصرف دولت روسیه است و شمال داغستان و گرجستان و محال شوره کل و آچوق‌باش و گروزیه و منگریل و آبخاز و تمامی اولکا و اراضی که در میانهٔ قفقازیه و سرحدات ممینةالحاله بوده و نیز آنچه از اراضی دریایی قفقازیه الی کنار دریای خزر متصل است، مخصوص و متعلق به ممالک ایمپریه روسیه می‌دانند.
جلال متینی، به استناد این متن مربوط به دوران قاجار، اصطلاح آذربایجان را برای منطقهٔ فرارود ارس را رد می‌کند.

## پان‌ترکیسم در دوران جنگ جهانی دوم

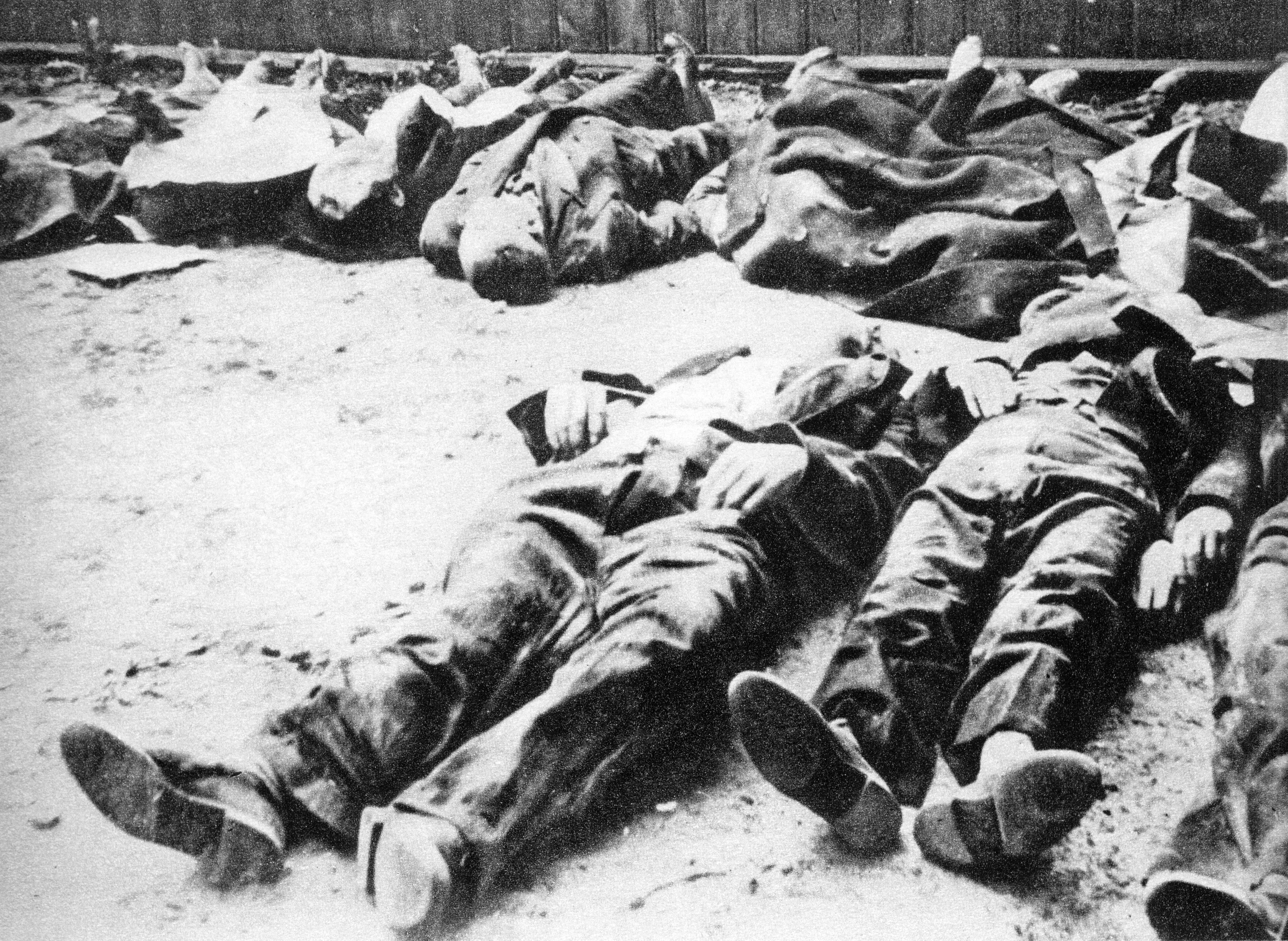
عکسی از اجساد شهروندان لهستانی، پس از اتمام کشتار وولا. در این جنایت جنگی، لژیون آذربایجان هم دست داشته است.

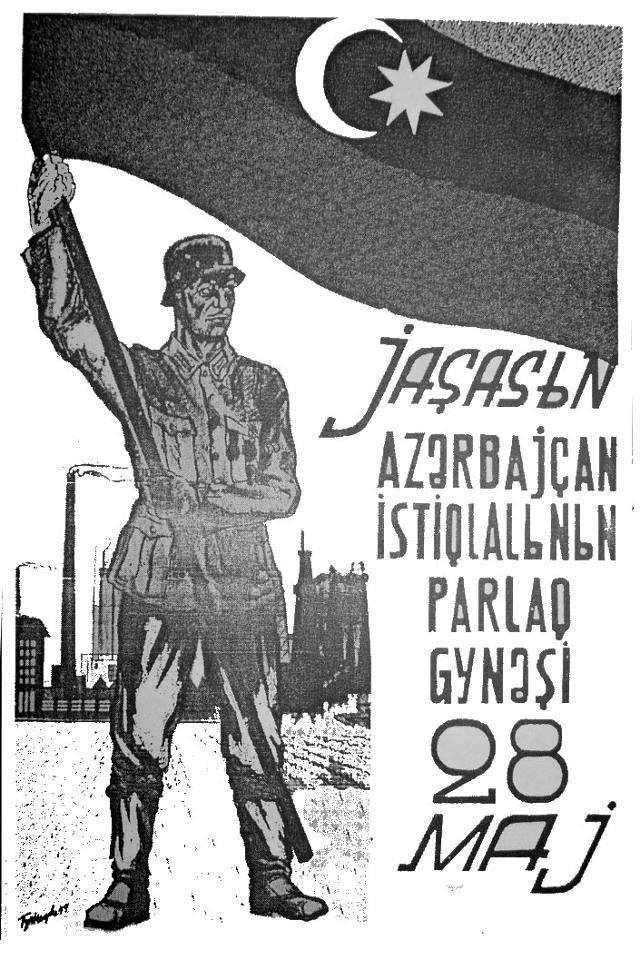
پوستری از لژیون آذربایجان، در طی جنگ جهانی دوم

با آغاز جنگ جهانی دوم در ۱۳۱۸ش / ۱۹۳۹م، پان ترکیستها فعالیت خود را آشکارتر کردند و با پیشرویهای ارتش آلمان در غرب و شرق اروپا، تلاش آنان گسترده‌تر شد. در خرداد ۱۳۲۰ / ژوئن ۱۹۴۱ در شمارهٔ ۱۱ نشریهٔ ترکی بوزکورت (گرگ خاکستری) مقاله‌ای با عنوان «ترکیسم در انتظار است» انتشار یافت که در آن، ضمنِ پرداختن به «آیندهٔ توران»، از قفقاز و آسیای مرکزی به عنوان بخشی از این سرزمین یاد شده بود. در نشریهٔ دیگری با عنوان چینار آلتی (زیر درخت چنار) شاعری ترک چنین نوشت: «ترکان قفقاز و کریمه را به بیرون راندن دشمن [روسها] فرا می‌خوانند. آن روز که ملت ترک دژهای قفقاز و کریمه را ویران کند، نزدیک است». در یکی از شماره‌های نشریهٔ بوزکورت نه تنها نقشه‌ای از محل استقرارِ ترکان در ترکیه و آسیای مرکزی روی جلد چاپ شده، بلکه خطاب به عصمت اینونو چنین آمده است: «ای اینونو، تاریخ ترا برای این روز بزرگ برگزیده است. ما آماده‌ایم که خون خود را در راه استقلال مقدس جهان ترک بریزیم. تمامی جهان ترک منتظر اشارهٔ توست».
در فوریهٔ ۱۹۴۴ کتابی با عنوان «ترکان سراسر جهان» نوشتهٔ حسین نامق اورکون انتشار یافت که شامل مطالبی دربارهٔ ترکان سیبری، آسیای مرکزی، اِتِل (ولگا)، شبه جزیرهٔ کریمه، آذربایجان، ترکان غربی و… است. مؤلف کتاب ترکان را به درک «وظایف ملی» فرا می‌خواند و خطاب به آنان چنین می‌نویسد: فراموش مکن که تو تنها نمایندهٔ ۱۸ میلیون ترک نیستی؛ تو باید همهٔ علم و دانش، تفکر و امکانهای خود را صرف اعتلای ترکان کنی و حتی یک لحظه این شعار را از یاد نبری که می‌گوید: همه‌چیز برای ترکان و به خاطر ترکان است. ارین انگین دربارهٔ مصطفی کمال چنین نوشت: «آتاتورک نه تنها پدر ترکان ترکیه، بلکه پدر همهٔ ترکان جهان است».

## سیاست شوروی در قبال پان‌ترکسیم
امسال، در مدارس شوروی، از دو درس تاریخ و علوم اجتماعی، امتحان نهایی به عمل نخواهد آمد، چرا که در چند دههٔ گذشته، تاریخ آن کشور به صورت کاملاً تحریف شده‌ای در کتاب‌های درسی مورد بحث قرار گرفته است.

روزنامهٔ ایزوستیا
کمونیست‌های شوروی نسبت به پان ترکیسم سیاست دوگانه‌ای در پیش گرفت. از یک سو سیاستِ روسی کردن در اراضی اطراف رود ولگا، شمال قفقاز و شبه جزیرهٔ کریمه اعمال می‌شد و از سوی دیگر در آسیای مرکزی امکانهای وسیعی برای عناصر پان ترکیست فراهم می‌گشت و پان ترکیستها در رابطه با کشورهای هم‌جوار، از جمله ایران و افغانستان و چین آزادی عمل داشتند. نمونهٔ این سیاست طی سالهای ۱۳۲۴–۱۳۲۵ ش / ۱۹۴۵–۱۹۴۶م در آذربایجان مشهود بود. نه تنها در آذربایجان، بلکه در گرگان نیز اتهاماتی مبنی بر اعمال سیاست استحالهٔ ترکمانان ایران وارد می‌شد.
آزادی عمل پان ترکیستها در ارتباط با تاجیک‌ها نیز نمایان بود. یکی از دانشمندان تاجیک در کتابی با عنوان «تبر تقسیم» (تقسیم با تبر) به سیاست حزب کمونیست در حمایت از پان ترکیسم اشاره کرده است. وی ضمن‌توجه‌به تقسیمات کشوری شرح می‌دهد که‌چگونه تاجیکستان طی سالیان متمادی بخشی از جمهوری خودمختار ترکستان، سپس بخشی از جمهوری بخارا و خیوه، و به دنبال آن بخشی از جمهوری ازبکستان بوده است. وی می‌نویسد: تمامی بخشهای مهم و کلیدی سازمانهای حزبی و اداریِ تاجیکان دردست پان ترکیستها بود. در تمامی مدارس بخارا و اراضی متعلق به تاجیکها، معلمان ترکی‌زبان حضور داشتند و تدریس به زبان ازبکی اجباری بود. در مدارس بخارا، سمرقند و خجند به کودکان سرودهای ترکی می‌آموختند و سیاست ترکی کردن با سرعت ادامه داشت. سرودی را که در ترکیه خوانده می‌شد، به کودکان تاجیک می‌آموختند. این سرود به حمایت از مصطفی کمال و بزرگ داشت جمال پاشا رئیس دولت ترکیهٔ عثمانی از حزب اتحاد و ترقی اختصاص داشت. در ترانه‌ای چنین آمده است: «تورانیان به پا خیزید و سلاح بردارید! … جمالِ مبارز، از گور خود به در آی و بنگر که یونان منهدم، و ترکیه آزاد شده است. زنده باد ترکان، زنده باد کمال…».
سیاست روسی کردن (پان‌اسلاویسم) سرانجام به نفی بلدِ کامل مردم کریمه و چچن منجر گردید و نتایج دل‌خراشی به بار آورد. سیاست ترکی کردن نیز مایهٔ اختلاف شدید با همسایگان گردید. پس از فروپاشی اتحاد شوروی، پان ترکیسم در میان اقوام ترکی زبان اوج گرفت و با اقدامات مسلحانه چون حوادث چچن همراه شد. مآخذ رسمی شوروی در سالهای پیش از فروپاشی نوشتند که پیروزی زبان ترکی در آذربایجان، حاصل رابطهٔ اهالی این سرزمین با ترکی‌زبانان طی سده‌های ۵–۷ق / ۱۱–۱۳م و حاکمیت سیاسی قبایل ترکی‌زبان و کوچ و اسکان انبوه قبایل ترک و غلبهٔ زبان ترکی بوده است. بدین روال مردم آذربایجان همان سرنوشتی را پیدا کردند که بسیاری از اقوام در راستای تاریخ با آن روبه‌رو شدند که همان غلبهٔ زبان مهاجمان بر زبان بومی است؛ حال آنکه پان ترکیستها ملیت آذربایجانیان را ترک نامیده‌اند.
پس از فروپاشیِ اتحاد شوروی بازگشت به پان ترکیسم به شدت آغاز گردید و از عهد حاکمیت مساواتیان فراتر رفت. رسول‌زاده زمانی در کتاب خود نوشته بود که «مسکنِ کنونی ترکان آذری از قدیم الایام محل سکنای خلق ترک بود»، ولی ایلچی بیگ رئیس‌جمهور اسبق جمهوری آذربایجان از این نیز گام فراتر نهاد و نوشت: «از صدها هزار سال باز از همدان تا دربند و از گوگچه تا دریای خزر ترکان آذری سکنا داشتند و به همراه دیگر اقوام می‌زیستند»؛ حال آنکه تاریخ شناختهٔ شدهٔ این سرزمین به ۵ هزار سال نمی‌رسد.
سیاست دوگانهٔ بلشویسم نسبت به پان ترکیسم موجب شد که پس از فروپاشی اتحاد شوروی، نگرانیهایی در محافل آن کشور پدید آید. در ۱۳۷۳ش / ۱۹۹۴م «کنفرانس علمی ـ تجربی پان ترکیسم و مسائل امنیت ملی روسیه» در مسکو برگزار شد و طی آن نیکولای لیسنکو رئیس شورای مرکزی «حزب ملی جمهوری‌خواه روسیه» مطالبی با عنوان «استراتژی مبارزهٔ ما» ارائه کرد و متذکر گردید که اکنون فدراسیون روسیه در محاصرهٔ جمهوریهای ترکی قرار گرفته است که در سراسر کشور از جمله اطراف رود ولگا، قفقاز، اورال و سیبری مستقر شده‌اند. در این جمهوری‌ها سازمانهای سیاسی‌ای پدید آمده‌اند که در مسیرِ پان ترکیسم قرار دارند. برای آنان اسلام پدیده‌ای جهت تلاشهای جدید است. از دیدگاهِ آنان شکل ترکیِ اسلام، قرائت جدیدی است در راه دست‌یابی به برتری جهانی، به‌ویژه برضد اتحاد شوروی «آتِئیست». نمی‌توان گفت که رهبری حزب کمونیست اتحاد شوروی از ماهیت اسلام ناآگاه بود، چه، مبارزه با اسلام، بخش غیرقابل انفکاکی از سیاست خارجی اتحاد شوروی به‌شمار می‌رفت. جنگ با افغانستان امری تصادفی نبود. این جنگ تلاشی آمیخته به خطا در مسیر تضعیف اسلام بود.
اندیشهٔ توران بزرگ که از آنکارا منشأ می‌گیرد، تنها حاصل نوشته‌های گروه کوچکی از روزنامه‌نگاران ترک نیست؛ بلکه اندیشه‌ای گسترده درصدد ایجاد محیطی خفقان‌آور برای برتری‌جویی است. هنگامی که سلیمان دمیرل رئیس‌جمهور وقت ترکیه خطاب به مردم سراسر جهان گفت که مرز ترکیه نه از دریای مدیترانه، بلکه از دریای آدریاتیک آغاز می‌گردد، روشن بود که سخن او بدان معناست که مرزهای ترکیه به دریای سیاه نیز ختم نمی‌شوند و ترکیه از موضع قدرت با روسیه سخن می‌گوید. آیحان کامل سفیر ترکیه در مسکو طی مصاحبه‌ای با خبرنگار روزنامهٔ نزاویسیمایاگازتا (روزنامهٔ غیروابسته) با صراحت گفت که «ترکیه به صورتی وسیع مسئولیت تأمین امنیت در منطقهٔ ژئوپولیتیک پهناوری از بالکان تا قفقاز را برعهده دارد». با توجه به رویداد قبرس در ۱۳۵۳ش / ۱۹۷۴م به سهولت می‌توان به مفهوم واژهٔ «امنیت» از دیدگاه ترکان پی برد.

## نظریهٔ پان‌ترکیسم

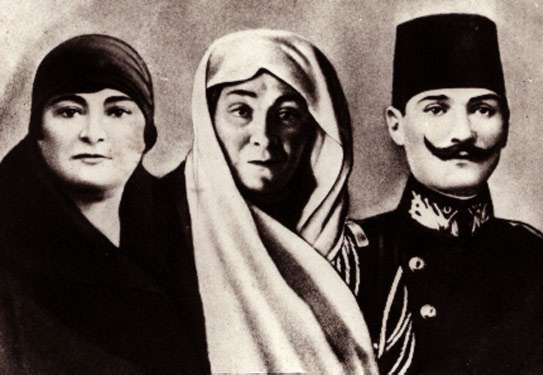
چهره‌هایی از ترک‌زبان‌های آناتولی: مصطفی کمال پاشا (آتاترک) به همراه مادر و خواهرش.

از میان اقوام ترک‌زبانی که امروزه ترک نام گرفته‌اند بسیاری از اقوام نام‌برده در زیر در تاریخ قدیم هیچ‌گاه خود و قوم خود را ترک نمی‌نامیدند. در مورد بخشی از این اقوام ساکن آسیای میانه تنها پس از وارد شدن نظریهٔ پان‌ترکیسم توسط آرمین وامبری یهودی و فرستادهٔ پنهانی وزارت امور خارجه بریتانیا به منطقه این نام رفته‌رفته برای این اقوام نیز رواج یافت.این اقوام عبارتند از:
1. باشقیرها
2. تاتارها (ولگا، کریمه، دوبروجا)
3. ناگایباک‌ها
4. قزاق‌ها
5. قره‌قالپاق‌ها
6. نوقایی‌ها
7. کاراییم‌ها
8. قره‌چایی-بالکاری‌ها
9. قموق‌ها
10. کریمچاق‌ها
11. آلتایی‌ها
12. آذربایجانی‌ها
13. قاجارها
14. شاهسون‌ها
15. قره‌داغی‌ها
16. قرائی‌ها
17. قشقایی‌ها
18. افشارها
19. خلج‌ها
20. گاگائوزها
21. اورومچی‌ها
22. تووان‌ها
23. توفاها
24. شورها
25. خاکاس‌ها
26. تاتارهای چولیم
27. ازبک‌ها
28. اویغورها
29. سالارها
30. اویغورهای زرد
31. چوواش‌ها
32. یاقوت‌ها
33. دولگان‌ها
34. هزاره‌ها

## پان‌ترکیسم و شبه علم
پان ترکیسم با نظریه‌های شبه علمی به نام شبه ترک‌شناسی شناخت شده است. و افرادی که چنین نظریه‌هایی را ترویج می‌دهند، به عنوان شبه ترک‌شناسان شناخته می‌شوند، همواره این افراد توسط مراجع علمی معتبر کنار گذاشته شده و نظریات آنان فاقد ارزش علمی می‌باشد، اما به هر حال امروزه در میان برخی از کشورهای ترک‌زبان به صورت مصنوعی ظهور کرده‌اند. یکی از آنها مراد آجی است که اصرار دارد دویست هزار سال پیش «مردمی پیشرفته با خون ترک» در کوه‌های آلتای زندگی می‌کردند. این ترک‌های بلند قد و بلوند بوده‌اند و ۳۵۰۰۰سال پیش اولین ایالت جهان به نام اورال را تأسیس کرده و تا قاره آمریکا مهاجرت کرده‌اند. بر اساس نظریاتی مانند تز تاریخ ترکیه که توسط شبه‌پژوهان ترویج می‌شود، مردم ترک در دوران نوسنگی از آسیای مرکزی به خاورمیانه مهاجرت کرده‌اند. هیتی‌ها، سومری‌ها، بابلی‌ها و مصری‌های باستان توسط این مروجان شبه علم به‌عنوان ترک تبار طبقه‌بندی می‌شوند.

چیزی به نام مردم و ملت کرد وجود ندارد. آنها صرفاً حامل فرهنگ و عادات ترک هستند. منطقه تصوری که به عنوان کردستان جدید پیشنهاد می‌شود، منطقه‌ای است که توسط پروتوترک‌ها آباد شده است. سومری‌ها و سکاها بلافاصله به ذهن می‌رسند

اورکان تورکدوقان استاد جامعه‌شناسی در دانشگاه گبزه ترکیه

## نظریهٔ زبان خورشید
نظریهٔ زبان خورشید یک نظریهٔ شبه زبانی ترکی و همچنین یک نظریهٔ شبه علمی بود که در دهه ۱۹۳۰ در ترکیه ایجاد شد و پیشنهاد کرد که همه زبان‌های بشری از فرزندان یک زبان اولیه ترکی اولیه هستند. تبلیغ خلاف واقع این تئوری از ترک‌ها به عنوان یک نژاد اجدادی منجر به این شد که در میان ناسیونالیست‌های افراطی ترکیه که از آن برای توجیه ایدئولوژی‌های ناسیونالیستی رادیکال خود استفاده می‌کردند، طرفداری پیدا کند. این نظریه پیشنهاد می‌کند که زبان اولیه شباهت‌های آوایی نزدیکی به ترکی دارد و به همین دلیل، همه زبان‌های دیگر را می‌توان به ریشه‌های ترکی ردیابی کرد. بر اساس این تئوری، این زبان اولیه در میان پرستندگان آسیای مرکزی ایجاد شد که آن را به عنوان وسیله ای برای ادای احترام به قدرت مطلق خورشید و ویژگی‌های حیات بخش آن ایجاد کردند، از این رو به این زبان نامگذاری شد.

## پیشینه

گرگ‌های خاکستری، نماد پان‌ترکیسم

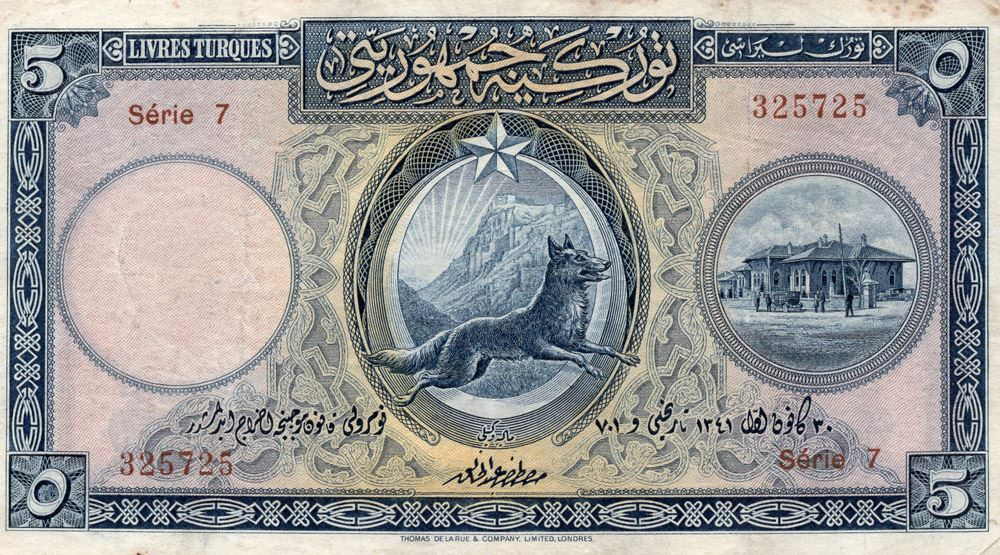
تصویر گرگ خاکستری (آسنا) بر روی اسکناس پنج لیره‌ای ترکیه در سال ۱۹۲۷

اندیشهٔ پان‌ترکیسم، یعنی یکی کردن همهٔ سرزمین‌هایی که ساکنان آن به یکی از زبان‌هایی که ریشهٔ آن‌ها به زبان‌های آلتایی می‌رسد. این اندیشه نخستین بار از سوی یک خاورشناس مجارستانیِ یهودی‌تبار به‌نام آرمین وامبری در دههٔ ۱۸۶۰ ساخته و مطرح گشت. وامبری رایزن سلطان عثمانی بود، ولی در نهان برای لرد پالمرستون و دفتر امور خارجهٔ بریتانیا کار می‌کرد. ساختن و مطرح کردن این اندیشه از سوی وامبری و بریتانیا در اصل به منظور ایجاد یک کمربند از آلتایی‌زبان‌ها در جنوب روسیه بود تا مانعی شود برای گسترش و رخنهٔ روس‌ها به مستعمرات انگلیس در هندوستان. بعدها یهودی‌ها و صهیونیست‌های دیگری کار وامبری را ادامه دادند از آن جمله لئون کاهون که در کتاب خود «مقدمه‌ای بر تاریخ آسیا ترکان و مغولان» و آرتور ل. دیوید که در مقدمهٔ کتابِ «دستور زبان ترکی» خود کوشید به ترک‌ها حس برتری نژادی بدهد. به شکل‌دهی پان‌ترکیسم کمک کردند. این ایده در اوایل سدهٔ بیستم از طریق ترکان جوان در امپراتوری عثمانی شکل گرفت. اسطورهٔ ارگنه‌کن نیز نقش بسزایی در جنبش پان‌ترکیسم داشته است.
سقوط سلطان عبدالحمید دوم نتایج مطلوبی در محدودهٔ امپراتوری عثمانی به بار نیاورد. به جای روشنفکرانی که با روحیهٔ دموکراتیک پرورش یافته، و طرفدار حکومت پارلمانی بودند، افسران و نظامیان متعصب رشتهٔ امور را در دست گرفتند. در ۱۹۰۸م شمار اعضای حزب اتحاد و ترقی که از ۳۰۰ تن تجاوز نمی‌کرد، در ۱۹۱۴م به ۳۵۰هزار تن رسید. در ماه‌های اکتبر و نوامبرِ ۱۹۱۰ مجمع عمومی حزب اتحاد و ترقی به مدت ۱۳ روز برگزار شد. شعار ترکان جوان در این مجمع چنین بود: «ترکیه تنها از آنِ ترکان است». سیاست ترکی کردن کشور، اعتراض اقوام غیرترک تابع امپراتوری را برانگیخت. برای نمونه در دانشکدهٔ افسری یکی از استادان اعلام نمود که: «برای ما ملیت ترک بیش از دین اسلام اهمیت دارد، و غرور نژادی بزرگ‌ترین فضیلت‌هاست». در همان جلسه یک افسر عرب، زبان به اعتراض گشود و گفت: «همهٔ عثمانیان ترک نیستند. اگر امپراتوری را بدین شکل تلقی کنیم، کلیهٔ عناصر غیرترک به‌جای اینکه بخشی از تشکیلات سیاسی زندهٔ امپراتوری عثمانی را تشکیل بدهند، بیگانه شمرده خواهند شد»
در پی اجرای سیاست ترکی کردن در ۱۹۱۰م عرب‌ها و دروزیهای فلسطین و عراق، نیز آلبانیایی‌ها، در ۱۹۱۱م در یمن و در ۱۹۱۲م در مقدونیه و بار دیگر در آلبانی مردم سر به شورش برداشتند. در بند اول قانون اساسی ترکیه چنین آمده بود: «ترکیه کشوری است غیرقابل‌تقسیم. هیچ‌یک از بخش‌های آن در هیچ شرایطی حق جدایی ندارد». این به معنای عدم پذیرش حق خودمختاری برای اقوام غیرترک درون امپراتوری بود. مقایسهٔ شمار نمایندگان مجلس ترکیه در سال‌های ۱۹۰۸ و ۱۹۱۰م سیاست ترکی کردن کشور را مجسم می‌سازد. در مجلس ترکیه که در ۷شوال ۱۳۲۶ق/۲نوامبر۱۹۰۸م گشایش یافت، از مجموع ۲۳۰ نمایندهٔ مجلس، عرب‌ها ۴۵، آلبانیایی‌ها ۲۲، ارمنی‌ها ۱۰، بلغارها ۵، صرب‌ها ۴، یهودی‌ها ۴، کردها ۲، دروزی‌ها ۱ و ترک‌ها ۱۰۷ نماینده داشتند. شمار نمایندگان ترک کمتر از نصف نمایندگان مجلس بود، ولی در ۱۹۱۰م ترکیب نمایندگان تغییر یافت. در این مجلس شمار نمایندگان ترک ۲۲۸ تن، یونانی‌ها ۲۷، بلغارها ۴، عرب‌ها ۳، ارمنی‌ها ۴، یهودیان ۳، والاچ‌ها یک تن بود. جنگ نخست بالکان در سال‌های ۱۹۱۲–۱۹۱۳م دگرگونی‌هایی در اوضاع داخلی ترکیه پدیدآورد. در دسامبر ۱۹۱۲ معلوم شد که دولت ترکان جوان از نیروهای متحد بالکان شکست خواهد خورد. یأس و نومیدی ترکیه را فرا گرفت و سبب انتقادهای شدید شد. در این زمان از کریمه، قفقاز، کازان، خیوه، تاشکند و نواحی دیگری که در مسیر پان‌تورانیسم فعالیت داشتند، کمک‌هایی به مقصد ترکیه ارسال گردید و احساسی در روشنفکران آنجا پدیدآورد که آن‌ها اروپایی نیستند، بلکه آسیایی هستند. این احساس موجب تقویت نظر پان‌تورانی‌های ترکیه شد و در آن‌ها احساس نزدیکی با ترک‌زبان‌های آسیا را فراهم آورد و ترک‌گرایی اوج گرفت. خالده ادیب آدیوار نوشت: آرزوی من دست‌یابی ترک‌های جهان به عظمت و استقلال سیاسی و فرهنگی است. محمدامین رسول‌زاده در یکی از شعرهای خود ضمن اشاره به سرزمین ترک‌ها چنین نوشت: «این کشور پهناور که بر ۳ قاره گسترده است، متعلق به ماست، توران، توران مقدس…».
با شروع جنگ جهانی دوم، به‌ویژه پس از حملهٔ آلمان نازی به شوروی در ۱۳۲۰ ش / ۱۹۴۱، پان‌ترکیسم با حمایت مالی برلین در ترکیه از نو جان گرفت و گروهی سازمان‌یافته از پان‌ترک‌ها برای وارد کردن ترکیه به جنگ در کنار نیروهای محور دست به اقداماتی زدند. اما پس از شکست آلمان در نبرد استالینگراد و پیشروی ارتش سرخ به سوی غرب و بالا رفتن احتمال پیروزی شوروی در جنگ، سیاست چشم‌پوشی دولت در برابر فعالیت‌های پان‌ترکی تغییر یافت و ۲۳ تن از فعالان این اندیشه، که احمد زکی ولیدی طوغان نیز در بین آن‌ها بود، در شهریور ۱۳۲۳ / سپتامبر ۱۹۴۴ محاکمه و به زندان محکوم شدند. با شروع جنگ سرد اتهامات ضد پان‌ترک‌ها در دادگاه‌ها فروکش کرد.
پس از فروپاشی شوروی در اوایل نیمهٔ اول دههٔ ۱۹۹۰، تمایلات فروخورده پان‌ترکی، به شکلی نه‌چندان چشمگیر، در جمهوری آذربایجان فرصت ظهور یافته و حتی احزابی با نام‌های «حزب گرگ خاکستری آذربایجان» (به ترکی: آذربایجان بوزقورت پارتیاسی) و «حزب توران معاصر آذربایجان» (به ترکی: آذربایجان چاغداش توران پارتیاسی) در آنجا تشکیل شده است.

## پان‌ترکیسم و جعل تاریخ

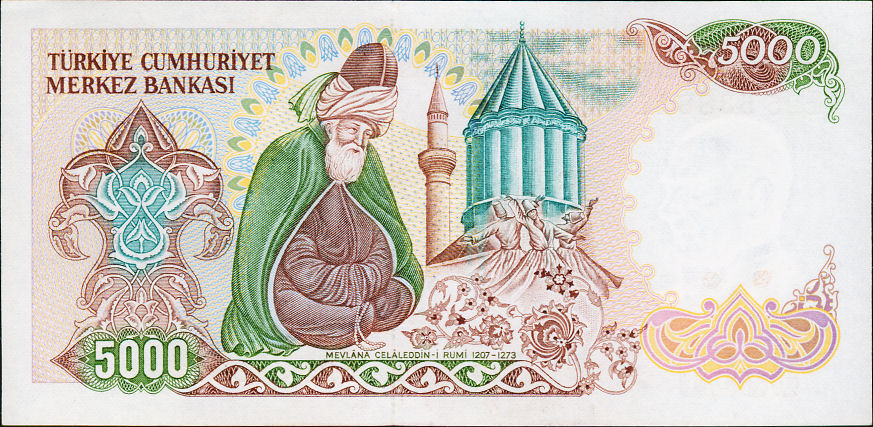
تصویر مولانا جلال‌الدین رومی بر پشت اسکناس ۵۰۰۰ لیره ترکیه، چاپ شده به تاریخ ۱۳ ژوئن ۱۹۸۸

به‌گفتهٔ ولادیمیر مینورسکی خاورشناس: «هر جا که پرسش حل‌نشده‌ای در زمینهٔ فرهنگ قوم‌های شرق باستان پدید آید ترک‌ها بی‌درنگ دست خود را همان‌جا دراز می‌کنند».مینورسکی ضمن انتقاد از روش مورّخان پان‌ترک، بیان می‌دارد که «مسائل علمی حل‌نشده‌ای در زمینهٔ فرهنگ اقوام شرق باستان» بستری برای جعل تاریخی و توجیه مقاصد ایدئولوژیک پان‌ترکیسم فراهم ساخته است.

### جعل هویت اقوام غیرتُرک قفقاز
گروه‌های قوم‌گرای افراطی ترک و طرفداران نظریه شبه‌علم پان‌ترکیسم امروزه ادعا می‌کنند که چرکس‌ها تباری ترک دارند، اما هیچ مدرک و سند علمی برای تأیید این ادعا منتشر نشده است و این ادعا حتی توسط خود چرکس‌ها نیز به شدت رد و تکذیب شده است. تحقیقات بی‌طرف، زبان‌شناسان و مورخان در سراسر جهان به این نکته اشاره دارد که زبان‌های چرکسی هیچ شباهتی با زبان‌های تُرکی ندارد. به‌گفتهٔ مورخان مختلف، نژاد چرکسی مربوط به قبایل سند-مایوت می‌باشد و این ادعا را که چرکس‌ها نژاد ترک دارند را کاملاً رد می‌کند.

### ارمنستان

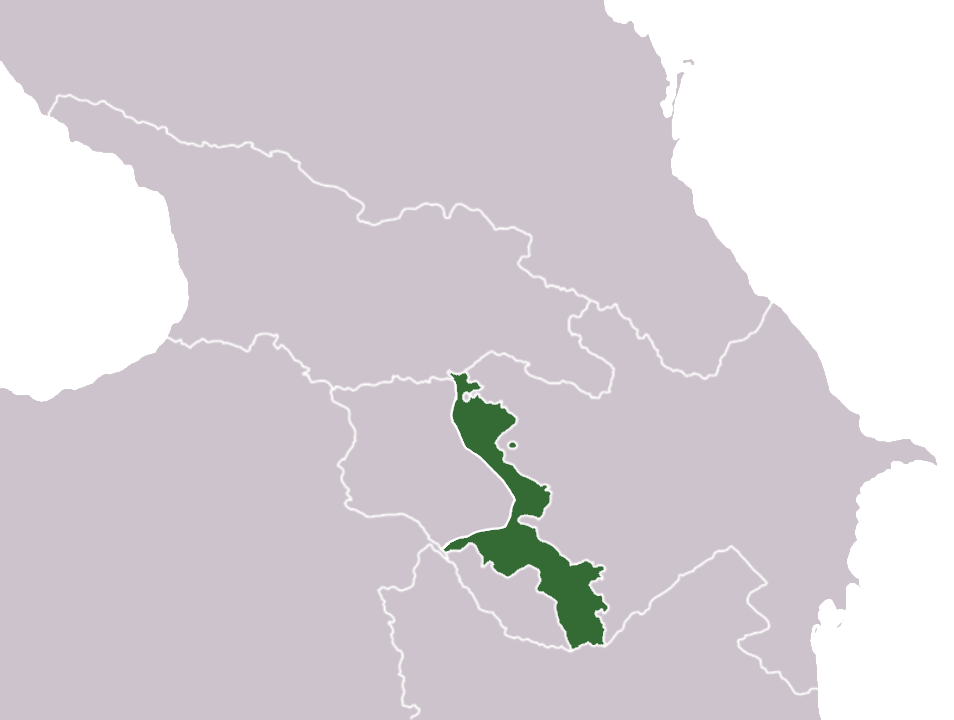
نمونه‌ای از طراحی‌های خیالی نقشه و پرچم، استان سیونیک ارمنستان توسط پان‌ترکان در ویکی‌پدیا آذری.

براساس ایده‌های پان‌ترک‌ها کل کشور ارمنستان کنونی به عنوان «سرزمین تاریخی آذربایجان» معرفی می‌شود؛ پان ترک‌ها ادعا می‌کنند که مردم آذربایجان همواره اکثریت را تشکیل داده‌اند و باید به سرزمین‌های اجدادی خود برگردند.
از جمله سازمان‌های حامی این ایده «جمهوری آذربایجان غربی در تبعید»، «جمهوری گویچه زنگه زور» یا «اتحادیه بازگشت آذربایجان غربی»، هستند، تحت حمایت دولت الهام علی‌اف قرار دارند. علاوه بر حمایت و توجه دولت و رسانه‌های دولتی آذربایجان، ۲۴ نماینده مجلس نیز عضو این سازمان‌ها هستند هستند.

### ترکیه
در چارچوب اصلاح برخی اصطلاحات جغرافیایی، تاریخی و فرهنگی کتب درسی توسط وزارت آموزش ملی ترکیه، اصطلاح جغرافیایی «ترکستان» جایگزین اصطلاح «آسیای میانه» شد. وزارت آموزش ملی ترکیه با انتشار بیانیه‌ای از اصلاح برخی از اصطلاحات جغرافیایی، تاریخی و فرهنگی مورد استفاده در کتب درسی از ابتدای سال تحصیلی ۲۰۲۴–۲۰۲۵ خبر داد. در این راستا، پس از این برای اشاره به منطقه و کشورهای واقع در آسیای مرکزی به جای اصطلاح جغرافیایی آسیای میانه (Orta Asya) از اصطلاح ترکستان (Türkistan) استفاده خواهد شد.

## در ایران

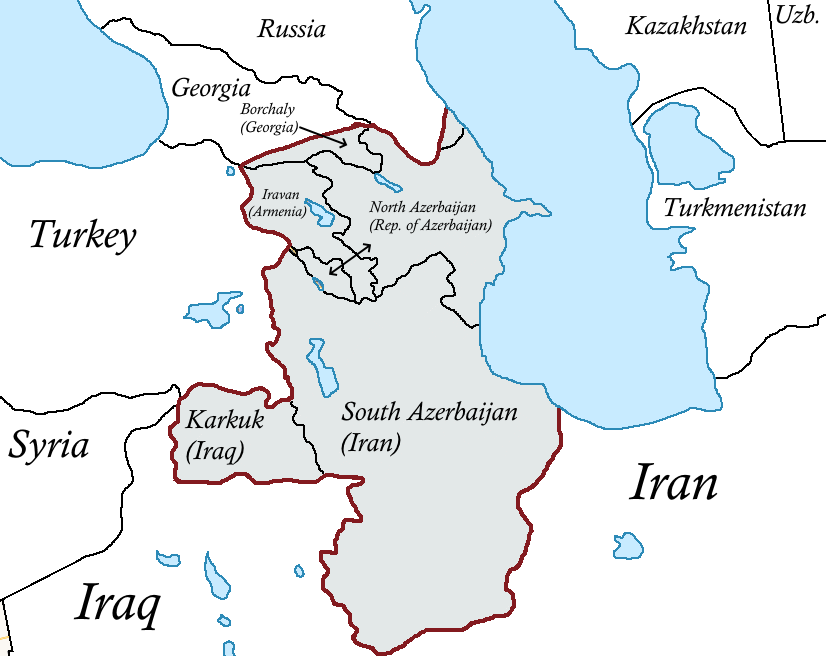
یکی از اقدامات پان‌ترک‌ها طراحی نقشه‌هایی برای ادعای‌های ارضیست. بعضی از این نقشه‌ها، تا حد ادعای کل نیمهٔ غربی ایران و شمال عراق (اقلیم کردستان) پیش می‌روند.

پان‌ترکیسم در استان‌های ترک‌زبان ایران و به‌ویژه در آذربایجان، به عللی چون اختلاف مذهبی بین آذربایجان و ترکیه، جنگ‌های طولانی بین ایران و عثمانی و تجارب تلخ اشغال آذربایجان (۱۲۹۳ تا ۱۲۹۷ و ۹۶۳ شمسی) از سوی نیروهای عثمانی، زمینه‌ای برای رشد قابل‌ملاحظه نداشته و به‌طور کلی بیش از آن که درون‌جوش باشد، پدیدهٔ ناپایداری بوده است.
پس از انقلاب اسلامی و بعد از آن، فروپاشی شوروی، روزنامه‌های جمهوری اسلامی ایران، خبری منتشر کردند مبنی بر اینکه گروهی از اهالی آذربایجان شوروی سابق، بدون انجام مقررات قانونی و گرفتن ویزا، به آب زده و از رود ارس عبور کردند و به ایران وارد شدند. مسئولان جمهوری اسلامی این امر را به عشق شدید به اسلام و تشیع تلقی کردند، در حالی که حقیقت حاکی از آن است که این حرکت نمادین، دستوری از دولت باکو جهت نمایش علاقهٔ مردم فرارود ارس برای یکپارچه‌سازی جمهوری آذربایجان و آذربایجان بود.
حیدر علی‌اف، رئیس‌جمهوری وقت جمهوری آذربایجان، هنگامی که در حکومت کمونیستی شوروی در اوج قدرت بود، همواره به تجزیهٔ ایران نظر داشت. او گفته بود که شخصاً آرزوی یکپارچه‌سازی آذربایجان [ایران] و آذربایجان شوروی را داشته است. وی پس از فروپاشی اتحاد جماهیر شوروی، با تغییر خط‌مشی سیاسی از کمونیسم به کاپیتالیسم، جز طرفداران دوآتشهٔ دموکراسی آمریکایی شد و به تصور اینکه کمپانی‌های نفتی آمریکایی و دولت ایالات متحده، در تجزیهٔ ایران به او کمک خواهند کرد، کوشید تا به دست آمریکا و معدود پان‌ترک‌های ساکن قارهٔ آمریکا و اروپا، به رؤیای استالین و پان‌ترکیسم، جامهٔ عمل بپوشاند.
در ماه ژوئن ۱۹۹۷، کنگره‌ای به نام «نخستین کنگرهٔ جهانی آذربایجانی‌ها» در میان تشنجات فراوان در لس‌آنجلس برگزار شد. عده‌ای در آن کنگره، در پی تجزیهٔ آذربایجان ایران بودند و اصرار می‌ورزیدند که بایستی از سفیر آذربایجان شوروی سابق نیز برای شرکت در این جلسه دعوت می‌شد. این افراد اجازهٔ ورود پرچم ایران را ندادند. روزنامه‌های فارسی‌زبان منطقه، عموماً، و نیز عده‌ای از ایرانیان آذری، علناً، به جنگ این تجزیه‌طلب‌ها رفتند. برخلاف تبلیغات، عدهٔ کمی در آن کنگره شرکت جستند که یکی از اعضای کنگره، جواد هیئت بود.
در ایران پان‌ترکیسم بر روی چند موضوع به‌گونه‌ای برجسته متمرکز شده است و این جریانات مورد تحریف و وارونه‌نمایی در جهت مصادره به مطلوب اندیشهٔ پان‌ترکیسم قرار گرفته است:
1. ضعیف نشان دادن و وابسته کردن زبان فارسی تنها به فارسی‌زبانان و کم رنگ کردن نقش زبان فارسی به عنوان زبان رسمی و مشترک اقوام ایرانی.[۵۵]
2. نشان دادن تباری غیرایرانی برای آذری‌ها (درحالی که آزمایش‌های DNA نشان می‌دهد آذری‌ها بیشتر ایرانی هستند تا ترک).[۵۶]
3. ارائهٔ آمارهای جمعیتی غیر از آمار رسمی کشور نظیر ۴۰ میلیون ترک ساکن در ایران.[۵۷][۵۸]
4. یکسره رد کردن وجود اصطلاح، تبار آریایی، تاریخ ایران باستان و همچنین القاء این موضوع که واژه و نام ایران پیشینه‌ای ندارد.
5. تحریف قراردادهای ترکمنچای و گلستان و اشاره به دو تکه شدن کشوری به نام آذربایجان در پی این قراردادها.[۵۹][الف]
6. ترک خواندن مردم، مادها،[۶۱][۶۲] سکاها،[۶۳][۶۴] سومری‌ها،[۶۵][۶۶] عیلامی‌ها،[۶۷][۶۸] اورارتویی‌ها،[۶۹][۷۰] میتانی‌ها، منائی‌ها،[۷۱][۷۲] هیتی‌ها،[۷۳] کاسی‌ها،[۷۴][۷۵] لولوبی‌ها،[۷۵] اشکانی‌ها،[۷۶][۷۷][۷۸] تورانی‌ها و مشاهیری چون، ابن سینا،[۷۹][۸۰] مولانا،[۸۱][۷۹][۸۲] ابوریحان بیرونی،[۸۳][۸۴] نظامی گنجوی،[۸۵][۸۶][۸۷] بابک خرمدین[۸۸] و… (درصورتی که خاورشناسان و تاریخ‌دانان غیر پان‌ترک، ترک‌تبار بودن اقوام و افراد یادشده را همواره رد کرده‌اند).
7. تاختن به بزرگان و نام‌آوران فرهنگی و تاریخی کشورهای پیرامون به‌ویژه ایران.
8. ترک خواندن شهرهای سقز، سنندج، کرمانشاه، مهاباد (درحالی است که اکثر شهرهای فوق کمتر از ۲۰ خانوار ترک در آنجا زندگی می‌کنند)

دیگر فعالیت‌های پان‌ترکیسم در ایران عبارتند از:
1. دست بردن در جای‌نام‌ها برای مصادرهٔ این نام‌ها به سود خود: فارسستان (ایران)، قشقایستان (استان فارس)، آذربایجان جنوبی (آذربایجان ایران) و….[۸۹]
2. تحلیل‌های ناکارشناسانه و کاملاً نادرست در مورد زبان‌های ترکی و فارسی و… مبنی بر قانونمند و توانمند بودن زبان‌های ترکی و مغولی و ناتوانی زبان فارسی
3. مطرح کردن زبان ترکی به‌عنوان تنها فاکتور هویت آذری‌های ایران، در صورتی که هویت هر انسان از سه فاکتور: ملیّت + نژاد + زبان تشکیل می‌شود.[نیازمند منبع]
4. جایگزین کردن نام آسیای مرکزی با ترکستان.[۹۰]

یکی از دیگر اقدامات دیگر پان‌ترک‌ها در ایران پرچم‌سازی برای تجزیه مناطقی از ایران است.

سید جواد طباطبایی طی گفت‌وگویی که با مهرنامه در تابستان سال ۱۳۹۲ داشت، «مبنای اندیشهٔ پان‌ترکیسم را درآمیختگی نوعی فراموشی تاریخی با افسانه‌بافی‌های به ظاهر تاریخی می‌داند که بدل به ملغمه‌ای از بی‌سوادی و بی‌شعوری شده است».

## منتقدان

آتاترک در حال بازدید از نقشه توران بزرگ

کشورهای هدف اندیشهٔ پان‌ترکیسم و کشورهای ناخرسند از این اندیشه عبارت اند از: ارمنستان، روسیه، ایران، چین، یونان، قبرس، عراق، سوریه، گرجستان، بلغارستان، افغانستان و تاجیکستان.
مصطفی کمال پاشا (آتاترک)، یکی از منتقدان ایدئولوژی‌های فراکشوری و جهانی مانند پان‌ترکیسم بود و ترجیح می‌داد ناسیونالیسم را در داخل مرزهای ترکیه جایگزین آن کند؛ هرچند اقدامات او در راستا و به سود پان‌ترکیسم انجام پذیرفت.
پان‌ترکیسم مشابه احساسات سایر گروه‌های ملی است، به استثنای این‌که در پی کسب نوعی آرایش سیاسی است تا به‌جای یک گروه ملی خاص تمامی مردم ترک‌تبار را دربرگیرد؛ بنابراین، ناسیونالیسم ترکی یک جنبش فراملی است که در صدد تشکیل واحدی سیاسی مبتنی بر روابط فرهنگی مردم ترک‌تبار است. هر چند از محبوبیت این جنبش به‌تدریج کاسته شده و در طی تاریخ معاصر به حرکت خود ادامه داده، اما به‌طور کلی بیشترین حمایت از این جنبش، در خلال و پس از فروپاشی امپراتوری‌هایی که در محدودهٔ مردم ترک‌تبار بودند، و به‌طور محسوس‌تر در جریان افول امپراتوری عثمانی و روسیه به عمل آمده است.
یکی از اولین نویسندگانی که از احتمال تشکیل جنبش ملی ترک خبر داد، شرق‌شناس آرمین وامبری بود که در دههٔ ۱۸۶۰ نوشتن در خصوص این موضوع را آغاز کرد. با وجود این مشهورترین مدافع ناسیونالیسم ترکی اسماعیل بای گاسپرینسکی (۱۸۵۱–۱۹۱۴) [قازپیرعلی] اهل کریمه بود که خواستار وحدت ترک‌های روسیه شد و نشریهٔ ترجمان را تأسیس کرد که در آن از زبان ساده‌شدهٔ «ترکی عثمانی» استفاده می‌شد. گاسپرینسکی پیش‌بینی کرد که با ابداع زبانی که به‌راحتی هم برای «قایقران بُسفری» و هم برای یک «ساربان کاشغری» قابل‌درک باشد، در نهایت «اتحاد ترکی» و «اتحاد اسلام» شکل خواهد گرفت. گاسپرینسکی از تأثیر بالقؤه رسانه‌های چاپی بر مردم به‌شدت آگاه بود و با جدیت به افزایش شمارگان روزنامهٔ خود با هدف برقراری وحدت بیشتر میان گروه‌های متفاوت ترکان از طریق ایجاد زبانی مشترک اقدام کرد.
با پایان سدهٔ نوزدهم، ترویج زبان مشترک ترکی گاسپرینسکی (زبان واحد یا زبان مشترک) توسط جنبش اصلاح‌طلب «جدیدها» مورد حمایت قرار گرفت. مع‌هذا، این حمایت یکپارچه نبود و ابراز مخالفت از سوی برخی از گروه‌های قومی خاص نظیر قزاق‌ها که ترجیح می‌دادند زبان قزاقی متمایزی به وجود آورند مشهود بود. این شکاف در جنبش در طی «کنگرهٔ سراسری مسلمان»، در سال ۱۹۱۷، در دوران حکومت دولت موقت در روسیه انعکاس یافت، این کنگره از بهره‌گیری زبان مشترک ترکی گاسپرینسکی به‌عنوان وسیله‌ای آموزشی در مدارس طبقات بالای اجتماع حمایت کرد. با وجود این، در مدارس ابتدایی و دبیرستان‌ها زبان ملیِ منطقه زبان اصلی بود؛ جایگاه زبان مشترک ترکی به موضوعی الزامی و ثانویه تنزل یافت. در جریان اغتشاشات سیاسی سال ۱۹۱۷، تحقق «جنبش ملی متحد ترک» با شکست مواجه شد: در عوض اکثر فعالیت‌های سیاسی بر هر یک از گروه‌های ملی منفرد یا بر موجودیت‌های سیاسی ازلی نظیر بخارا و خیوه متمرکز شد.
در جریان فروپاشی شوروی در سال ۱۹۹۱، آرمان‌های ناسیونالیسم ترکی برجستگی سیاسی مجدد فروپاشی فدراسیون روسیه امید تازه‌ای برای پان‌ترکیسم به وجود آورد. با وجود این که در محدودهٔ آسیای مرکزی جنبش‌های سیاسی خاصی نظیر حزب قزاق «آلاش» و حزب ازبک «بیرلیک» در صدد ایجاد وحدت بیشتر ترک‌ها بودند، چنین اظهاراتی از سوی دیگر گروه‌های ملی منطقه، نظیر ترکمن‌ها و قرقیزها با بدبینی تلقی شد، زیرا آن‌ها بیمناک بودند که این مسئله تبدیل به وسیله‌ای برای غلبهٔ گروه‌های ملی بزرگ‌تر شود. با وجود این، فدراسیون ازهم‌گسیخته احتمالاً کارآمدتر خواهد بود و بسیاری از حکومت‌های منطقه وقتی در سال ۱۹۹۳ توافق کردند الفبای لاتین جایگزین الفبای سیرلیک شود گامی به سوی این هدف برداشتند. در حالی که ترکیه پنج حرف به الفبای خود اضافه کرد که بیانگر صداها در زبان‌های آسیای مرکزی است.
از میان اقوامی که امروزه ترک نام گرفته‌اند بسیاری از اقوام نام‌برده در زیر در تاریخ قدیم هیچ‌گاه خود و قوم خود را ترک نمی‌نامیدند. در مورد بخشی از این اقوام ساکن آسیای میانه تنها پس از وارد شدن نظریه پان‌ترکیسم توسط آرمین وامبری و فرستادهٔ پنهانی وزارت خارجه بریتانیا به منطقه این نام رفته‌رفته برای این اقوام نیز رواج یافت. این اقوام عبارتند از:
باشقیرها، تاتارها، قزاق‌ها، قره‌قالپاق‌ها، نوقایی‌ها، قره‌چای‌ها بالکارها، قموق‌ها، آلتایی‌ها، آذری‌ها، شاهسونها، قرائی‌ها، قشقاییها، افشارها، خلج‌ها، گاگائوزها، اویغورها، خاکاس‌ها، چولیم‌ها، ازبک‌ها، سالارها، اویغورهای ساری، چوواش‌ها، یاقوت‌ها، دولگان‌ها.

## نسل‌کشی
- مقالهٔ مرتبط: اقلیت‌ها در ترکیه

ضیا گوک‌آلپ رهبر جنبش پان‌ترکیسم شیوهٔ تحقق ایدئولوژی پان‌ترکیسم را در کتاب خود، اصول ترک‌گرایی (به ترکی: تورک چولوقون اساس لَری) بیان داشته است. وی می‌نویسد: «استحاله و حتی بیرون راندن اقوام غیرترک از ترکیه و کشورهایی که عناصر غیرترک در آن‌ها سکنی دارند، شرایط عمده برای ایجاد فرهنگ ترکی است. البته در این زمینه اقدام‌های بسیاری صورت گرفته است، اکنون نیز ادامه دارد و آنچه صورت می‌پذیرد، اندک هم نیست».
نظر ضیاء گوک آلپ، پیرامون استحاله و بیرون راندن اقوم غیرترک از محدودهٔ امپراتوری عثمانی به نسل‌کشی و قتل‌عام ارمنی‌ها و یونانی‌ها در سال‌های ۱۳۳۳–۱۳۳۴ق/۱۹۱۵–۱۹۱۶م و بیرون راندن اقوام غیرترک از آسیای صغیر انجامید که ترکان جوان در این ماجرا نقشی عمده داشتند.

### نسل‌کشی ارمنی‌ها

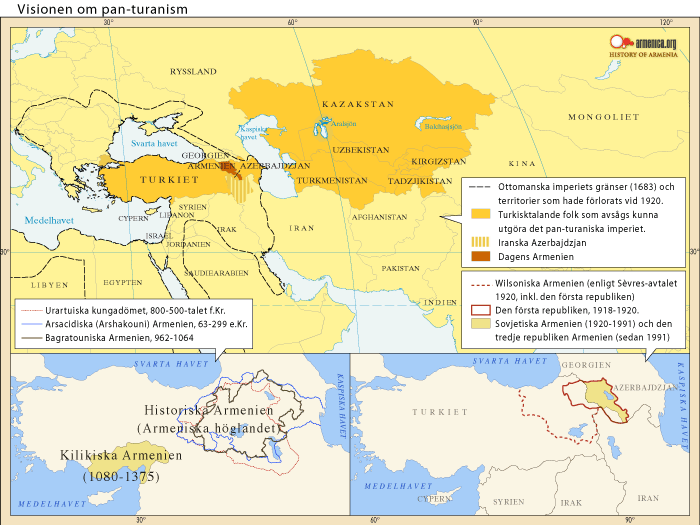
چشم‌انداز پان‌ترکیسم و روابط با ارمنستان

پان‌ترکیسم به‌عنوان عامل مستقیم در نسل‌کشی ارمنی‌ها در اواخر سال ۱۹۱۵ که انور پاشا در آن درگیر بود مطرح می‌شود که به عنوان تلاش برای حذف اقلیت‌های غیرترک و غیرمسلمان از اواخر دورهٔ عثمانی به منظور پرورش دولت جدید پان‌ترکی مطرح است.
از اواخر سال ۱۹۱۴ و اوایل ۱۹۱۵ م کشتار ارمنی‌ها در ترکیهٔ امروزی آغاز شد که در طول سال‌های ۱۹۱۵ و ۱۹۱۶ م ادامه یافت. به‌گفتهٔ عنایت‌الله رضا، دربارهٔ تعداد کشته‌شدگان ارمنی اختلاف نظر است. مآخذ ترک شمار ارمنی‌های کشته شده را، ۲۰۰ تا ۳۰۰ هزار نفر نوشته است. مآخذ فرانسوی در این‌باره اتفاق نظر ندارند؛ برخی تعداد کشته‌شدگان را ۵۰۰ هزار نفر و برخی ۱٫۵ میلیون نفر ذکر کرده‌اند. حتی در دانشنامهٔ شوروی نیز شمار کشته‌شدگان و تبعیدشدگان یکسان نیست. در چاپ دوم این دانشنامه تعداد ارمنی‌های کشته و آواره شده ۱ میلیون نفر و در چاپ سوم این دانشنامه تعداد کشته شدگان را، ۱٫۵ میلیون نفر و آواره شدگان را، ۶۰۰ هزار نفر ذکر شده است.
در دانشنامهٔ تمدن مسیحیت، تعداد کسانی که به قتل رسیدند یا آواره شده‌اند تا بمیرند را بین ۱ تا ۱٫۵ میلیون ارمنی — بیش از نصف جمعیت ارمنی در امپراتوری عثمانی آن زمان — ثبت شده است.
به‌گفتهٔ ریچارد هوهانیسیان تعداد ارمنی‌های کشته‌شده در این کشتار، ۱٫۵ میلیون نفر ذکر شده است

### نسل‌کشی یونانی‌ها
نسل‌کشی یونانی‌ها واژه‌ای است که از سوی برخی از پژوهشگران جهت اتفاقی که برای مردم یونانی‌تبار امپراتوری عثمانی در طول و پس از جنگ جهانی اول رخ داد اطلاق می‌شود؛ که در طی آن یونانی‌ها همچون ارمنی‌ها و آشوری‌ها مورد آزار و اذیت و کشتار و اخراج از کشور و پیاده‌روی‌های مرگ‌آور توسط ترک‌های جوان و کمالیست‌ها قرار گرفتند. جورج دابلیو رندل از وزارت خارجه بربتانیا در میان سایر دیپلمات‌ها از تبعید و قتل و عام یونانی‌ها پس از آتش‌بس سخن به میان آورد. تخمین‌ها از کشته شدن صدها هزار یونانی‌تبار در خلال این آزار و اذیت‌ها سخن می‌گویند.

### نسل‌کشی آشوری‌ها
در کنار نسل‌کشی یونانی‌ها و ارمنی‌ها، کشتار آشوری‌ها در محل به دست پان‌ترک‌های ترکان جوان در رژِیم عثمانی صورت پذیرفت. در طی سال ۱۹۲۲ طی یادداشتی از شورای ملی آَوری-کلدانی تخمین زده شد ۲۷۵٬۰۰۰ نفر آشوری به‌دست ترکان کشته شدند.

### کردها
بر اساس مجلهٔ تحقیقات نسل‌کشی، با رهبری گروه ترکان جوان برنامهٔ از بین بردن هویت کردها، اخراج آن‌ها از سرزمین اجدادیشان و جابه‌جایی آن‌ها در گروه‌های کوچک‌تر انجام شده است. در این دوره کردها مجبور به جابه‌جایی و پیاده‌روی‌های مرگ‌آور و اجبار به ترک کردن گردیدند. ترکان جوان این برنامه را در طول جنگ جهانی اول اجرا کردند که در طی آن ۷۰۰ هزار کرد مجبور به جابه‌جایی اجباری شدند که در میان این جابه‌جایی‌های اجباری ۳۵۰ هزار نفر از آنان از بین رفتند. این کردها توسط گروه ترکان جوان مجبور به راهپیمایی‌های مرگ‌آور شبیه به آنچه برای ارمنی‌ها اتفاق افتاد شدند. که بخشی از برنامه‌ای بود که برای از بین بردن هویت کردها در ترکیه انجام شد. همچنین این جنبش دلیلی است بر نگاهی که دولت ترکیه تا سال ۱۹۹۱ بر کردها داشته است. در تلاشی برای انکار هویت کردها دولت ترکیه تا سال ۱۹۹۱ کردها را جزو ترک‌های کوهستانی رده‌بندی می‌کرد.

#### کشتار درسیم

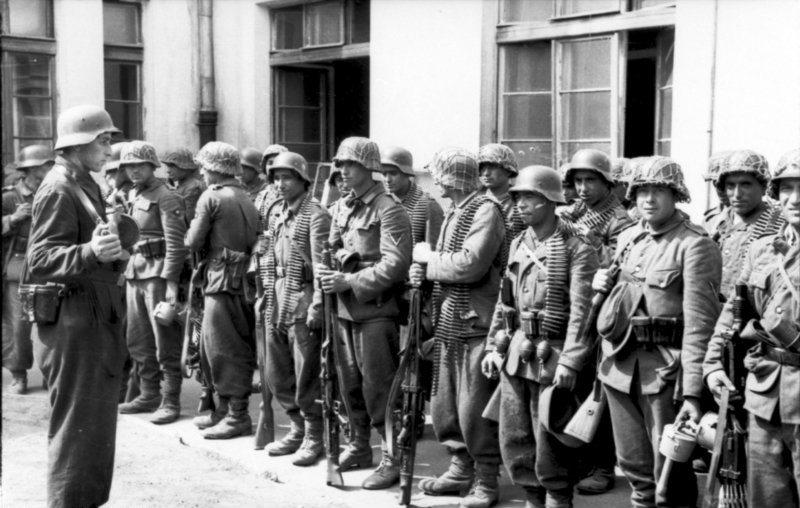
سربازان لژیون آذربایجان در ارتش نازی به هنگام قیام ورشو.

در سال ۱۹۳۸ و ۱۹۳۷ تعداد ۶۵ تا ۷۰ هزار کرد علوی کشته و هزاران نفر تبعید شدند.

## تغییر نام‌های جغرافیایی در ترکیه
تغییر نام‌های جغرافیایی در ترکیه از سال ۱۹۱۳م تا زمان حاضر در دوران امپراتوری عثمانی و جمهوری ترکیه در فواصل معین و پیاپی در قسمت بزرگی از مناطق جغرافیایی آن خطه صورت گرفت. جمهوری ترکیه به منظور ادامهٔ سیاست ترک‌سازی و تحکیم زبان اصلی (با اعلام زبان ترکی به عنوان زبان رسمی آن کشور) خود شروع به تغییر نام‌های تاریخی آن مناطق جغرافیایی که منشأ آن نام‌ها از (ارمنی، یونانی، آشوری، گرجی، بلغاری، کردی، عربی و لاز) بود به نام‌های تُرکی تغییر یافت. ترکان جوان (کمیته اتحاد و ترقی)، بعد از به قدرت رسیدن (کودتای ۱۹۱۳م) طی یک سیاست ازپیش‌پی‌ریزی‌شده، پاکسازی قومی غیرمسلمانان (نسل‌کشی ارمنی‌ها، نسل‌کشی آشوری‌ها، نسل‌کشی یونانی‌ها)، شروع و در طی آن پاکسازی قومی وزیر جنگ اسماعیل انور طی حکمی در ۶ اکتبر ۱۹۱۶م صادر و اعلام نمود که:
تصمیم گرفته شده است که ولایت‌ها، بخش‌ها (مناطق)، شهرها، روستاها، کوها و رودها که نام‌های آنان متعلق به ملل غیرمسلمانان مانند ارمنی، یونانی، آشوری می‌باشد به تُرکی تغییر یابد. بدین منظور از این لحظه برای رسیدن به هدف اصلی ما از فرصت به‌دست آمده‌استفاده نمایید.

انور پاشا نام‌های جغرافیایی متعلق به اقلیت‌های مسلمانان (اعراب، کردها) به دلیل نقش آنان در دولت عثمانی تغییر نداد.
فرمان او الهام‌بخش بسیاری از روشنفکران ترکیه برای حمایت از چنین اقداماتی شد.
ناسیونالیسم تُرک، (ملی‌گرایی) و سکولاریسم این دو اصل از شش اصول اصلی بنیان‌گذار جمهوری ترکیه بود. هدف مصطفی کمال آتاترک به عنوان رهبر در دهه‌های آغازین جمهوری ترکیه برای تشکیل یک دولت و ملت واحد و یک رنگ از طریق بقایای باقی‌مانده امپراتوری عثمانی بود. در طول سه دههٔ اول جمهوری ترکیه برای ایجاد ترکیهٔ جدید هدف اصلی سیاست، ترک‌سازی و تغییر نام‌های جغرافیایی بود.
نقشه‌هایی در شهر لایپزیگ، آلمان منتشر شد به نام (اطلس بزرگ جهان) که در آن نقشه سرزمین‌های تاریخی ارمنستان، کردستان و لازستان، را نشان می‌داد، واردات آن نقشه‌ها به ترکیه ممنوع شد. روزنامه‌نگار و نویسندهٔ تُرک به نام آیشه هور پس از مرگ آتاترک و طی دورهٔ جمهوری دموکراتیک ترکیه در اواخر ۱۹۴۰–۵۰م اشاره کرده بود که:
«نام‌های زشت، تحقیرآمیز، توهین‌آمیز و استهزاءآمیز حتی اگر آن نام‌ها تُرکی بود در هدف تغییرات قرار گرفت.» اسامی شهرها یا مناطق جغرافیایی که به پسوند (قرمز-کلیسا یا ناقوس، زنگ-این نوع اسامی جزء اسامی زشت و ناپسند خوانده شد) ختم می‌شد تغییر یافتند. به‌طور مثال شهر (Saranta Ekklisiès) یکی از شهرهای باستانی یونانی‌ها که به معنی (چهل کلیسا) می‌باشد در سال ۱۹۲۳م توسط دولت ترکیه به نام (Kırk Kilise) با همان معنی یونانی یعنی چهل کلیسا تغییر یافت ولی در سال ۱۹۲۴م نام این شهر به (Kırklareli) تغییر نام یافت به معنی (مکانی که نفت پیدا شد)."
دولت ترکیه برای توجیه تغییر نام‌های جغرافیایی جلوگیری از (تجزیه‌طلبی ملت‌ها) نامید.
یک کمیسیون ویژه برای تغییر نام‌ها تحت نظارت وزارت کشور ایجاد شد. این کمیسیون از استادان دانشگاه‌ها، سیاستمداران، ژنرال‌های نظامی و زبان‌شناسان که از سراسر کشور گرد هم جمع شده بودند تشکیل شد. در میان مشارکت‌کنندگان این کمیسیون از اعضای ادارهٔ ستاد ارتش و وزارت دفاع، وزارت آموزش و پرورش و همچنین از استادان تاریخ و جغرافیا دانشگاه آنکارا نیز دیده می‌شدند.
این کمیسیون موفق شد حدود ۲۸٬۰۰۰ نام‌های جغرافیایی را تغییر دهد، که شامل ۱۲٬۲۱۱ نام روستا و شهرها و ۴۰۰۰ نام‌های کوه، رودخانه و دیگر نام‌های جغرافیایی و غیره بوده است.
این رقم نیز شامل نام خیابان‌ها، بناهای تاریخی، مقبره‌ها، لوحه‌های تاریخی، محله‌ها و محلات و سایر مولفه‌هایی که برخی از مناطق کوچک شهرداری‌ها را تشکیل می‌دادند.
در سال ۱۹۲۷م همهٔ نام‌های خیابان‌ها و میدان‌ها استانبول که نام تُرکی نداشتند تغییر یافت. این کمپین تا سال ۱۹۷۸م به کار خود ادامه داد و پس از کودتای نظامی سال ۱۹۸۰م در سال ۱۹۸۱–۸۳م دوباره کار خود را آغاز نمود.
در طول تنش بین شورشیان منطقهٔ کُردنشین و دولت ترکیه تمرکز کمپین برای تغییرات نام‌ها بیشتر در آن مناطق بوده است. در سال ۱۹۸۱م دولت ترکیه در تیتر روزنامه‌ای که اختصاص داده شده بود به نام‌های روستاهای تُرکی (Köylerimiz، به معنی روستای ما) که اظهار داشته بود:
«حدود ۱۲۰۰۰ نام روستاهایی که غیرتُرکی هستند و قابل فهم نیستند و از ریشه غیرتُرکی منشأ گرفته شده‌اند و باعث سردرگمی شده شناسایی شدند و نام‌های تُرکی جایگزین آن‌ها شد.»
توسط کمیسیون تشکیل شده برای تعویض نام‌های خارجی تحت نظارت وزارت کشور.
ولی ده‌ها اسامی تغییر یافته شده بسیار شبیه اسامی بومی می‌باشد به‌طور مثال:(Aghtamar)، نام ارمنی است به (Akdamar) تغییر نام داده شده است.

## انکار وجود کردها توسط ترکیه
انکار کردها سیاست رسمی دولت ترکیه برای چندین دهه بود که در آن انکار می‌شد که کردها یک گروه قومی تشکیل می‌دهند و در عوض ادعا می‌شد که کردها زیرگروهی از ترک‌ها هستند و واژه‌های «کرد» و «کردستان» توسط نهادهای دولتی حذف می‌شدند. در طول قرن بیستم، با ممنوعیت دولتی استفاده از اصطلاحات کرد یا کردی، کردها را ترک‌های کوهستانی (ترکی استانبولی: Dağ Türkleri‎) می‌نامیدند. تا امروز نیز ترکیه کردها را به عنوان یک قوم به رسمیت نمی‌شناسد و زبان کردی را نیز به عنوان یک زبان مستقل رسمیت نمی‌شناسد.

## اتهام دخالت در کشتار خوجالی
ایاز مطلب‌اف رئیس‌جمهوری سابق آذربایجان که به خاطر کشتار خوجالی مجبور به استعفا از این مقام شد حزب پان‌ترکیست جبهه خلق آذربایجان را به دست داشتن در این کشتار متهم کرده است وی در مصاحبه با روزنامه چکی نزاویسمایا گازتا در این باره می‌گوید:
 آنگونه که از سخنان غیر نظامیان فراری از خوجالی استنباط می‌شود، تمام این قضیه برای ایجاد بهانه‌ای به منظور مجبور نمودن من به استعفاء طراحی شده بود. فکر نمی‌کنم که ارمنیان که رویه بسیار حساب شده‌ای در چنین موقعیت‌هایی دارند، این فرصت را برای آذربایجانی‌ها فراهم کنند که اسنادی برای متهم نمودنشان به اقدامات نژادپرستانه به دست آورند. می‌توان دریافت که کسانی علاقه‌مند بودند تا تصاویر قربانیان خوجالی در جلسه شورای عالی (مجلس) آذربایجان به نمایش در آید تا تقصیر این مسائل به گردن من انداخته شود. اگر من (علناً) اعلام کنم که متهمان از جناح مخالف (مخالفان دولت وقت جمهوری آذربایجان یعنی عمدتاً حزب " جبهه خلق " به رهبری " ابوالفضل ایلچی‌بیگ "، رئیس‌جمهور بعدی آذربایجان) هستند، آن‌ها خواهند گفت که من قصد بی‌اعتبار نمودن آن‌ها را دارم.
سید حسن عاملی امام جمعه اردبیل نیز در خطبه‌های نماز جمعه اردبیل به تاریخ هشتم اسفند ۱۳۸۹ گروه ارگنه کن و پانترک‌های آذربایجان را به دست داشتن در این کشتار متهم کرد و در این باره گفت:
 سازمان مخوف ارگنه کن  که سازمانی مخفی و با عضویت نیروها ی نظامی و ملی‌گراهای افراطی ترکیه بود در این جنایت و محاصره و قتل‌عام شیعیان آذری در خوجالی نقش اساسی داشته است.
او این کشتار را برنامه‌ریزی گروه‌های غرب‌گرا، به‌شدت ملی‌گرا و ضد ایرانی جمهوری آذربایجان برای فروپاشی دولت ایاز مطلب‌اف رئیس‌جمهور وقت آذربایجان و قدرت گرفتن ابوالفضل ایلچی بیگ که گرایش‌های پان‌ترکیسمی داشت خواند.

## تأثیر نازیسم بر پان‌ترکیسم

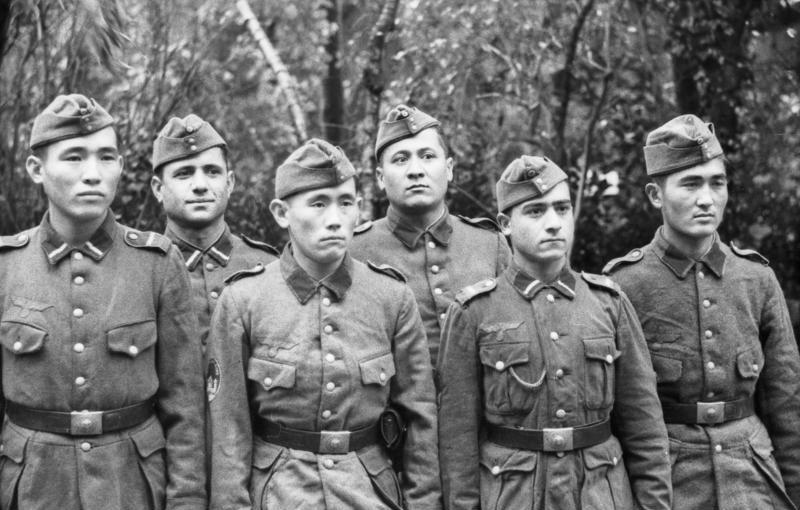
داوطلبان ترکمن، در لژیون ترکستان. این هنگ در جنگ جهانی دوم برای نازی‌ها می‌جنگید.

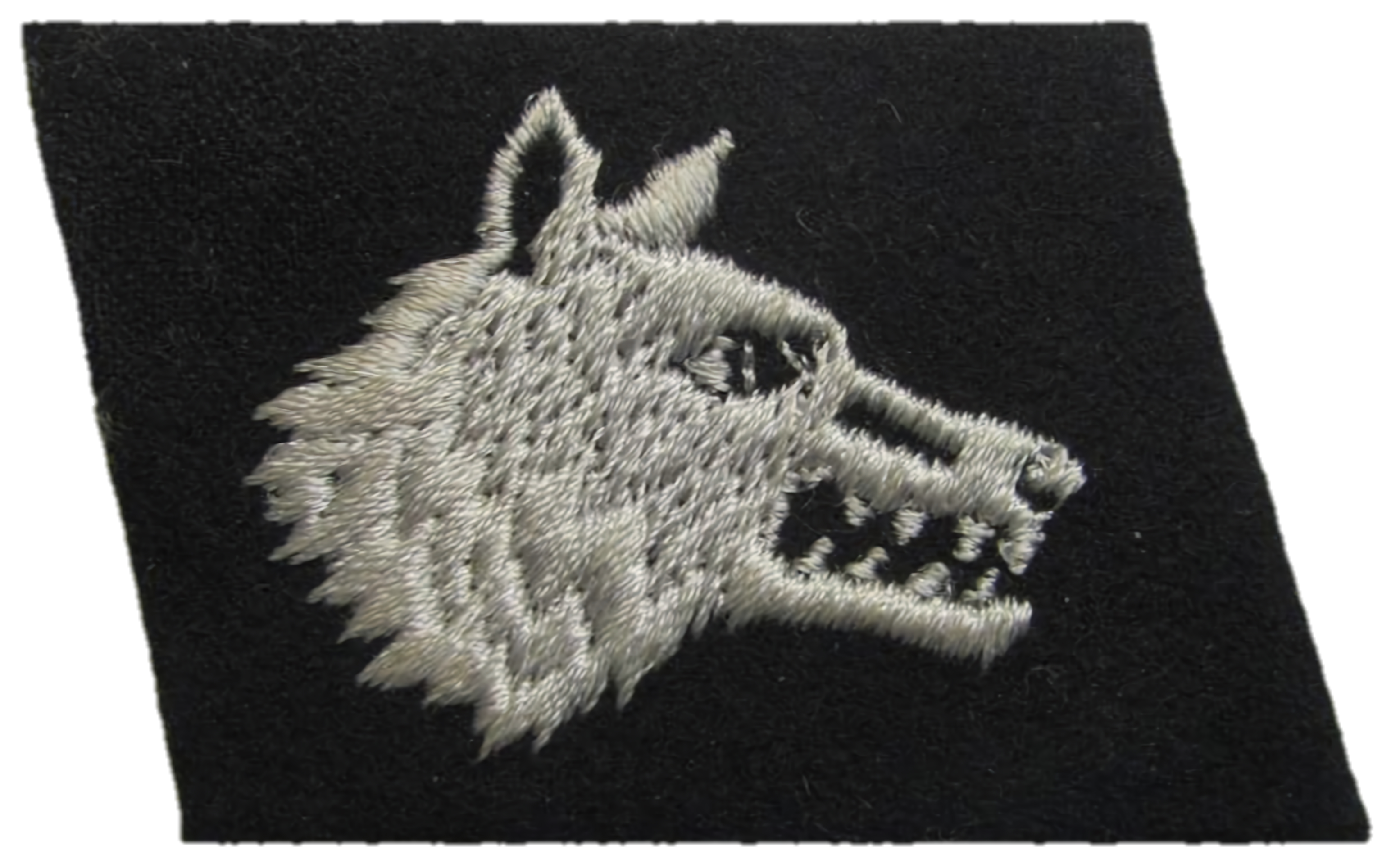
اپل شانه (یقه‌ای) درجه‌دار لژیون ترکستان

پان‌ترکیسم در سال ۱۹۴۰ مجذوب تبلیغات نازیسم شد آلمان در واقع امیدهای پان‌ترکیست‌ها را طی جنگ جهانی دوم افزایش داد. در آن سال‌ها پان‌ترکیست‌ها به‌طور آشکار اتهام فاشیست بودن و تأثیرگذاری آلمان بر مفهوم نژادپرستی خود را رد می‌کردند. بر اساس استدلال آن‌ها نژادپرستی بومی اختراع بومی بوده است. به اعتقاد آن‌ها خون بهترین و شاید تنها پیوند معنی دار ترکی به عنوان یک نژاد بزرگ و خارق‌العاده و برتر از همه نژادهای دیگر است. بزرگ‌ترین خطر تهدیدکننده نژاد ترک آمیزش خون ترکی با خون سایر نژادها بود. به اعتقاد آنها، همین سایر نژادها یعنی اقلیت‌های آن زمان امپراتوری عثمانی باعث سقوط نژاد ترک شده‌اند. جامعه شناسان و فیزیکدانان گوناگون تلاش می‌کردند تا برای توجیه وجود نژادها و تفاوت میان آن‌ها «شواهد و مدارک» ارائه دهند. دانشمندان وابسته به محافل پان ترکیست، نظیر دکتر مصطفی حقی آکانسل نیز با انتشار برخی کتاب‌ها مدارک ظاهراً تأییدکننده نظریه‌های نژادی و کاربرد آن‌ها در مورد ترک را مورد بررسی قرار دادند.
نیهال آتسیز، از تئوری نازی‌ها، سبیل و سبک مو (haircut style) آدولف هیتلر تقلید می‌کرد. آلپ‌ارسلان تورکش، در جنگ جهانی دوم طرفدار آدولف هیتلر بود و ارتباط نزدیکی با رهبران نازی در آلمان برقرار کرد. بسیاری از گروه‌های پان‌ترکی در اروپا، متحد با آلمان نازی بودند یا از آن حمایت کردند؛ چه هنگام آغاز جنگ جهانی، چه قبل‌تر از آن. ترک-تاتارهای ساکن رومانی، با گارد آهنی (که از سازمان نازی الگو گرفته بود) همکاری می‌کردند.

## شخصیت‌های پرآوازه

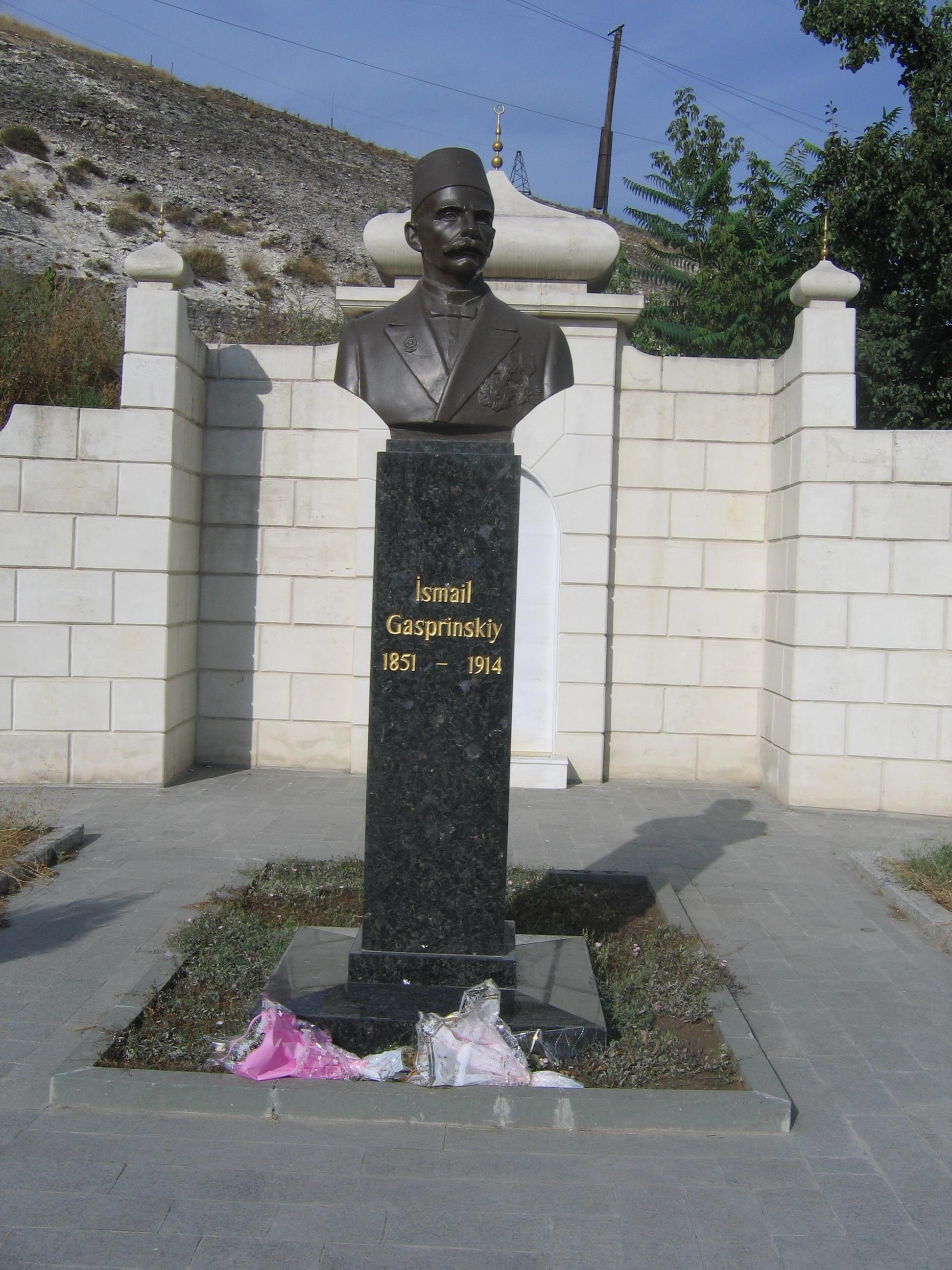
مجسمه اسماعیل گاسپرالی (از برجسته‌ترین تئوریسین‌های پان‌ترکی)، در باغچه‌سرای کریمه

- ضیا گوک آلپ از اندیشمندان متأخر پان‌تورانیسم محسوب می‌شود که مقام و جایگاه ویژه‌ای در میان پان‌ترکیست‌ها دارد و پدر پان‌ترکیسم لقب گرفته است. از نظر وی میهن ترکان نه ترکیه است و نه ترکستان بلکه توران بزرگ کشور جاودانی آنان محسوب می‌شود. وی برای پیشبرد آمال خود تئوری‌هایی در زمینهٔ اقتصاد، جامعه‌شناسی و سیاست و… ارائه داد که هر کدام باب ویژه‌ای در زمینهٔ پان‌ترکیسم محسوب می‌شود.[۱۴۶]
- ابوالفضل ایلچی‌بیگ، دومین رئیس‌جمهور جمهوری آذربایجان به تاریخ ۱۹۹۲–۱۹۹۳
- احمدبیگ آغااوغلی
- آلپ‌ارسلان تورکش
- علیمردان توپچوباشوف
- عسگر آقایف
- انور پاشا
- فؤاد کوپرولو
- حسین نهال آتسیز
- عیسی آلپ‌تگین
- اسماعیل گاسپرالی
- محمدامین رسول‌زاده
- مهمت امین یورداکول
- مصطفی شوکای
- نجدت سانجار
- نوری پاشا
- نورسلطان نظربایف
- عمر سیف‌الدین
- صدری مقصودی آرسال
- طلعت پاشا
- تکین آلپ
- یوسف آقچورا
- میر سعید سلطان قالی‌یئو

## احزاب با گرایش پان‌ترکی
- گرگ‌های خاکستری
- جبهه خلق آذربایجان
- حزب حرکت ملی

## یادداشت
1. ↑  شبکه دولتی آذ.تی.وی. جمهوری آذربایجان برنامه‌ای به مناسبت یکصد و نود و پنجمین سال امضای معاهده ترکمنچای در ۱۰ فوریه ۱۸۲۸ پخش کرد. «جبی بهرام اف» مدیر شعبه «آذربایجان غربی» (ارمنستان) مؤسسه تاریخ آکادمی ملی علوم جمهوری آذربایجان دربارهٔ معاهده و نتایج آن مدعی شده است: «به موجب این معاهده یک ملت به دو نیم تقسیم شده است و باید آن را لغو کرد.» جبی بهرام اف به همین هم بسنده نکرده و با اشاره به تلاش الهام علی اف برای الحاق بخش‌هایی از ارمنستان به جمهوری آذربایجان گفته است: «من نیز به عنوان عضو “انجمن آذربایجان غربی» و مدیر شعبه «آذربایجان غربی» در مؤسسه تاریخ آکادمی ملی علوم جمهوری آذربایجان، مسئولیت آماده کردن مبانی حقوقی و نظری این کار را به عهده گرفته‌ام. ”

کارشناس دیگر برنامه ایلقار نفتعلی اف دکترای فلسفه تاریخ نیز ادعای مشابهی دربارهٔ تقسیم آذربایجان را تکرار کرده و گفته است: معاهده امضا شده در ۱۰ فوریه ۱۸۲۸ به استقلال و دولتگرایی آذربایجان پایان داده و اراضی آذربایجان به دو نیم تقسیم شد.[۶۰]